# Franciaország
Franciaország (franciául: La France), vagy hivatalos nevén a Francia Köztársaság (franciául: République française) független állam Nyugat-Európában, amely európai közigazgatási és tengerentúli területekkel egyaránt rendelkezik. Kontinentális területe a Földközi-tengertől a La Manche-csatornáig és az Északi-tengerig, valamint a Rajnától az Atlanti-óceánig terjed. Északkeleten Belgium, Luxemburg és Németország, keleten Svájc, Olaszország és Monaco, délen Andorra és Spanyolország, északnyugaton az Egyesült Királyság határolja. Tengerentúli területei közé tartozik a Dél-Amerikában fekvő Francia Guyana, valamint az Atlanti-, a Csendes- és az Indiai-óceán számos szigete. Franciaország közigazgatása összesen 18 régióra és 101 megyére oszlik. 643 801 km²-es területével a világ 42. és Európa 3. legnagyobb országa. Az ország fővárosa Európa egyik legnépesebb agglomerációja, Párizs. További jelentősebb települései közé tartozik még Marseille, Lyon, Toulouse, Bordeaux, Lille és Nizza is.
Területe már a vaskorban is lakott volt, gallok és kelták egyaránt telepedtek le erre a területre. A Római Birodalom I. e. 51-ben hódította meg és alakította itt ki Gallia provinciáját. A germán frankok 481-re hódították meg végleg ezt a vidéket és alapították meg a Frank Birodalmat. A 843-ban megkötött verduni szerződéskor létrejött Nyugati Frank Királyság jogutódaként jött létre 987-ben Capet Hugó megkoronázásával a Francia Királyság.
A középkori francia állam egy erősen decentralizált feudális monarchia volt. II. Fülöp Ágost francia király volt az, aki megerősítette a királyi hatalom tekintélyét és a bouvines-i csatában aratott győzelmével bebiztosította a korábban szerzett területek, ezzel mintegy megduplázva az ország méretét. Uralkodásának végére állama Európa egyik legjelentősebb országává vált. A 14. században az uralkodó Valois-ház idején kitört az Angliával szembeni százéves háború, amely végül francia győzelemmel zárult. A reneszánszkorban a francia kultúra virágzott, majd létrejött a francia gyarmatbirodalom, ami a 20. századig állt fenn és népessége és kiterjedése után a történelem második legnagyobbjának számított. A 16. század második felében a katolikusok és a protestánsok (hugenották) között kirobbant vallásháború súlyosan meggyengítette az országot. A 17. századra XIV. Lajos abszolutista uralkodása újra Európa meghatározó kulturális, politikai és katonai erejévé tette Franciaországot. Azonban a 18. századra az igazságtalan adózási rendszer, a költséges háborúk, mint a hétéves háború és az amerikai függetlenségi háború finanszírozása erősen eladósították az országot. Az 1789-es francia forradalom a monarchia és az ancien régime bukását eredményezte, kikiáltva az Első Köztársaságot valamint megfogalmazva az emberi és polgári jogok nyilatkozatát. A mai köztársaság 1958-ban Charles de Gaulle vezetésével jött létre. Algéria és a legtöbb francia gyarmat az 1960-as években vált függetlenné, de a többségük megőrizte szoros gazdasági és katonai kapcsolatait az anyaországgal.
Évszázadokon át a művészetek, a tudomány és a filozófia globális központjaként volt ismert. Az emberi jogok első nyilatkozata, az 1789-es emberi és polgári jogok nyilatkozata óta jelentős szerepet játszott az emberi jogokra vonatkozó nemzetközi jog fejlesztésében. Jelentős befolyást gyakorol politikai, gazdasági, katonai, diplomáciai, nyelvi és kulturális kérdésekben Európában és a világ más részein is. A világ fő szereplői közé tartozik az agrár-élelmiszeripari, repüléstechnikai, autóipari, nukleáris, divat- és luxuságazataiban is.
Az egyik legtöbb UNESCO világörökségi helyszínnel rendelkező ország, egyben 2020 táján a világ leglátogatottabb országa. Posztindusztriális ország, amely a nominális GDP szerint 2023-ban  a világ 7. legnagyobb gazdaságának számít, valamint a 10. legnagyobbnak a vásárlóerő-paritás alapján. Kiemelkedő helyen szerepel ami az oktatás, az egészségügy, a várható élettartam és az emberi fejlettségi indexet illeti.
Globális nagyhatalomként az ENSZ Biztonsági Tanácsának állandó tagja. Atomhatalom, hadserege a világ legerősebbjei közé tartozik. Egyik alapítója és vezető állama az Európai Uniónak, továbbá tagja a schengeni övezetnek és az eurózónának, valamint a G7, a NATO, az OECD, a WTO és a Frankofónia szerves részét képzi.

## Történelem

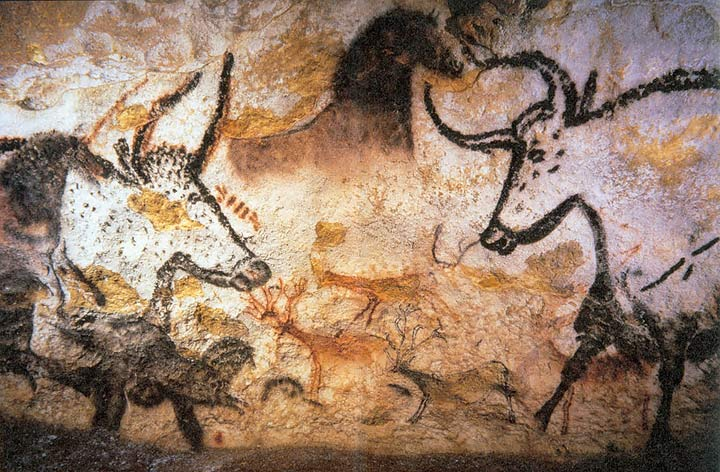
Barlangfestmények a Lascaux-i barlangban (Dordogne megye) amik az őskorban készültek úgy 15-17 000 évvel ezelőtt

A mai Franciaország határai majdnem egybeesnek a történelmi Gallia (Alpokon túli) területeivel, amelyeket egykor Gallia Transalpina néven ismertek. A területen kelta (latinul gall) törzsek éltek. Az i. e. 1. században Gallia egésze a terjeszkedő Római Birodalom provinciája lett, a rómaiak mindenütt városokat építettek, az őslakosság pedig összekeveredett velük és átvette a latin nyelvet (romanizáció). A 2-3. század között a kereszténység is elterjedt.
A 4. század végén egyre fenyegetőbbé vált a keleti határon áttörő germán törzsek, majd az 5. századtól különösen a frankok jelenléte, akiknek nevéből a „francia” elnevezés is származik. Az 5-9. század között az ország területe a Frank Birodalom része lett; ennek legnagyobb uralkodója Nagy Károly császár volt. Utódai 843-ban a birodalmat három részre osztották, és a nyugati részből, a Nyugati Frank Királyságból alakult ki Franciaország. Nevét a mai Île-de-France tartományról kapta.
Nagy Károly leszármazottai, a Karolingok 987-ig uralták Franciaországot, a dinasztia ekkor kihalt, és Île-de-France hercegét, Párizs grófját, Capet Hugót koronázták királlyá. Az ő leszármazottaiból alakultak meg az országot uraló következő nagy dinasztiák, a Capetingek, a Valois-ház és a Bourbon-ház, amelyek hosszú örökösödési háborúkkal és házassági szövetségekkel végül egyesítették az országot. A királyság a 17. századtól élte fénykorát, különösen XIV. Lajos („a Napkirály”) uralma alatt (1643–1715). Ekkor óriási hatással volt az egész európai politikára, gazdaságra és kultúrára, lakosságának gyors növekedése pedig Európa legnépesebb országává tette. Megkezdődött a francia gyarmatosítás is.

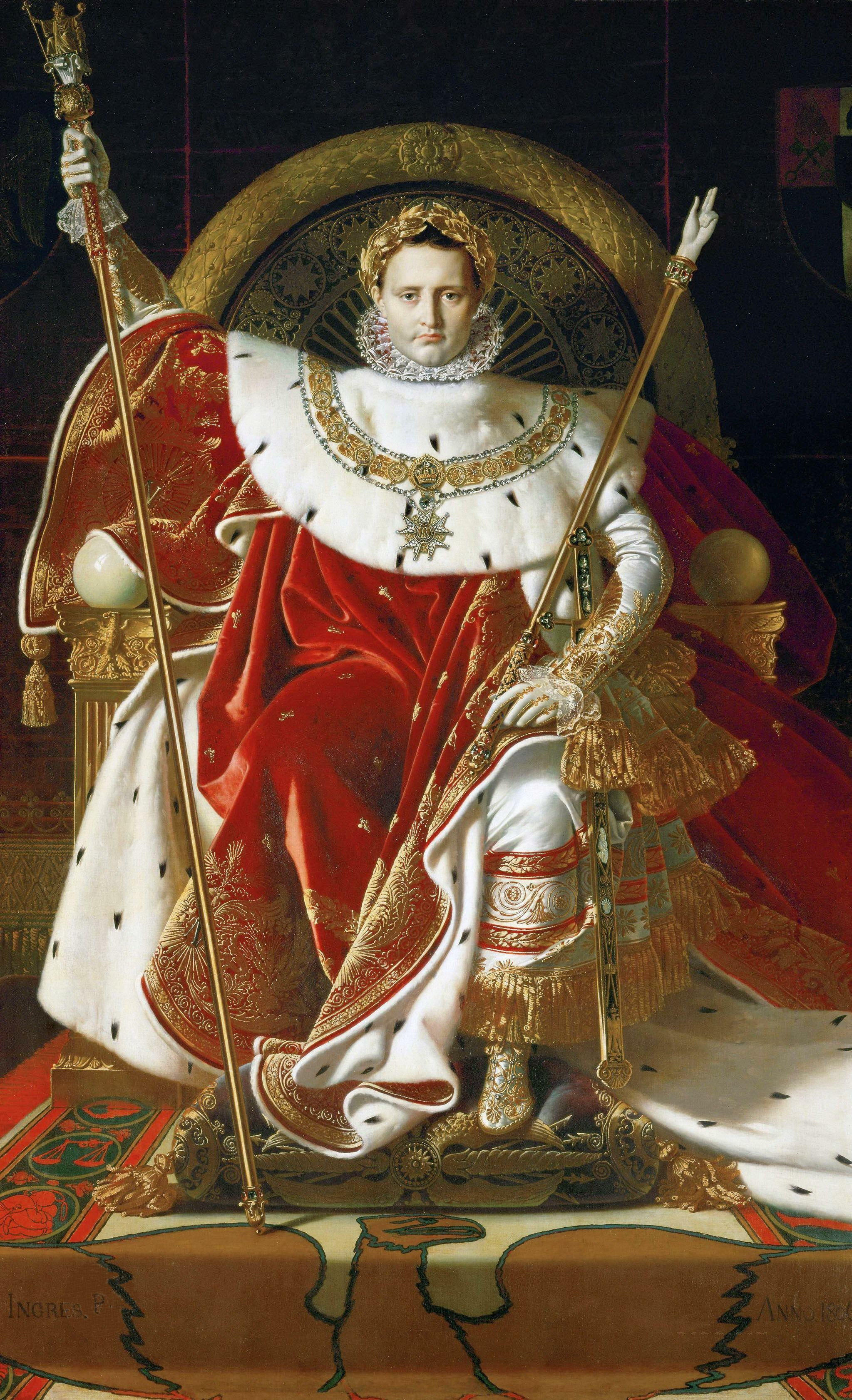
I. Napóleon francia császár császári díszben

A királyság végét jelentő Bastille ostroma a francia forradalom idején

1792-ben a nagy francia forradalom kikiáltotta a köztársaságot. 1799-ben Napoléon Bonaparte tábornok ragadta magához a hatalmat: puccsal megdöntötte a köztársaságot, és első konzullá, majd 1804-ben I. Napóleon néven császárrá kiáltatta ki magát. Seregeivel számos hadjárat során elfoglalta szinte fél Európát, legyőzte az ellene szervezett európai koalíciók hadseregeit, a meghódított országokból csatlós államokat kreált, és több helyen saját családjának tagjait ültette trónra. Oroszország elleni hadjárata azonban kudarccal végződött. A napóleoni háborúkban kb. egymillió francia katona halt meg, mégis ez az időszak volt a francia dicsőség és a francia nemzet kialakulásának nagy korszaka. Napóleon 1815-ös veresége után az országban restaurálták a Bourbon-királyságot. 1830-ban azonban egy újabb forradalom elűzte a Bourbon-uralkodót, és alkotmányos királyságot vezettek be, az Orléans-házból (a Bourbon-ház orléans-i ágából) választott uralkodóval.
1848-ban egy újabb forradalom eredményeként a Nemzetgyűlés kikiáltotta a „második Francia Köztársaságot”. Ez rövid életű volt, mert Napoléon Bonaparte unokaöccse, Louis Napoléon tábornok puccsal megszerezte a főhatalmat, és 1852-ben III. Napóleon néven császárrá koronáztatta magát (Második Császárság). Uralma alatt az ország gyors ütemben fejlődött, meggyorsult a gyarmatszerzés, erősödtek Franciaország európai pozíciói. III. Napóleon császár 1870-ben a Francia Császárságot parlamentáris monarchiává nyilvánította. Még ebben az évben kitört a porosz–francia háború, amelyben a Franciaország súlyos vereséget szenvedett. A németek megszállták az országot, a császár megbukott. 1871-ben polgári radikális – szocialista forradalom kezdődött, és megalakult a Párizsi Kommün. Ennek leverése után jött létre a „harmadik köztársaság”.
Franciaország 1870 és 1914 között jelentős gyarmatbirodalmat épített ki Afrikában, Ázsiában és Óceániában, Dél- és Közép-Amerikában (francia imperializmus). A fegyverkező Német Birodalom ellensúlyozására létrejött a brit-francia szövetség (antant).

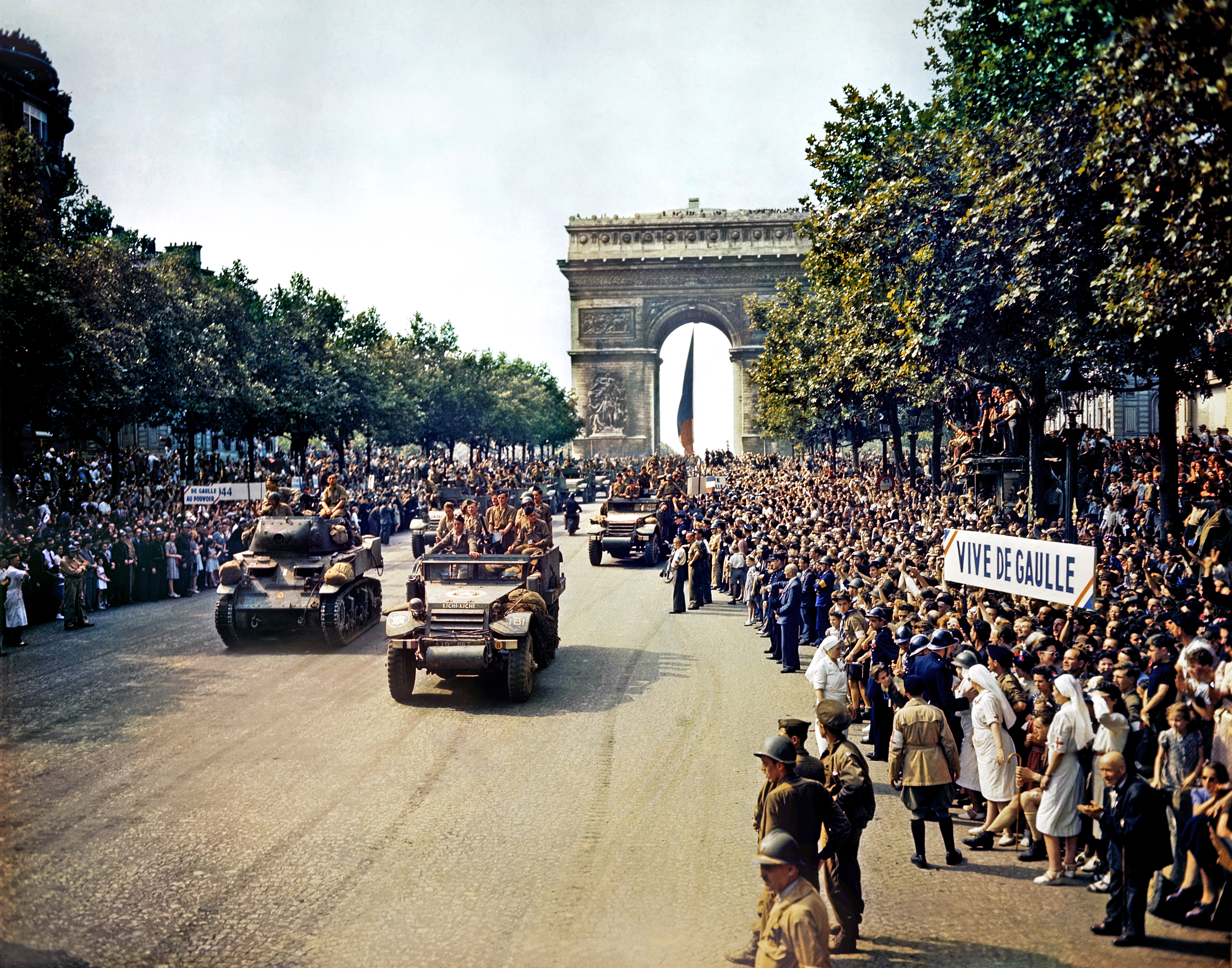
Párizs a második világháború végén 1945-ben

Angolszász szövetségeseinek segítségével Franciaország az első világháborúból, majd a náci német megszállás után a második világháborúból is győztesként került ki. Gyarmatbirodalma azonban az 1950-es években széthullott. A háború után az úgynevezett „negyedik köztársaság”, majd 1958-tól máig az „ötödik köztársaság” következett — ez utóbbi alapjait Charles de Gaulle dolgozta ki a köztársasági elnök jogkörének megnövelésével.
1968-ban baloldali diáklázadások törtek ki. A polgárháborús veszélyt sikerült elhárítani, ám de Gaulle lemondott. Utódai, Georges Pompidou és Valéry Giscard d’Estaing sokáig az ő nyomdokában jártak, majd 1981-től a szocialista François Mitterrand több szociális reformot hajtott végre. A fő társadalmi problémákat azonban nem sikerült megoldania, és bukása után megerősödött a jobboldal. Az elnöki posztot 1995 óta Jacques Chirac töltötte be. A 2007-es elnökválasztáson a magyar gyökerű Nicolas Sarkozy lett a köztársasági elnök.
Franciaország külpolitikáját a 90-es évek óta az Európai Unió fejlődésének elősegítése, ezen belül különösen a Németországgal való kibékülés és együttműködés jellemzi. 1999-ben bevezették az eurót. Ennek ellenére az ország lakosságának többsége a 2005. májusi népszavazáson az Európai Alkotmány ellen szavazott.

## Földrajz
| Franciaország nagyméretű domborzati térképe (nyitható térkép) |
| --- |
| Párizs Marseille Nantes Bordeaux Lyon Toulouse Nizza Strasbourg Montpellier Lille Pireneusok A l p o k F r a n c i a - · középhegység B r e t a g n e N o r m a n d i a R · h · o · n · e C h a m p a g n e K o r z i k a Tours Orléans Rennes Dijon Reims Nancy |

Franciaország európai területe (France métropolitaine) Nyugat-Európában a Földközi-tengertől egészen az Északi-tengerig, a Rajnától az Atlanti-óceánig terjed. Szárazföldi szomszédai Belgium, Luxemburg, Németország, Svájc, Olaszország, Monaco, Andorra és Spanyolország. Az Egyesült Királyságtól a La Manche-csatorna választja el. A központi területhez számítják Korzika szigetét is.
Az ország gyarmatosító múltja örökségeként Európától távoli úgynevezett tengeren túli megyékkel és adminisztratív módon függő területekkel rendelkezik. Dél-Amerikában Francia Guyana szomszédos Suriname-mal és Brazíliával. Franciaországhoz tartozó kis szigetek mindhárom óceánban találhatók.
A francia vidékek domborzata igen változatos képet mutat. A tájak északon és nyugaton tengerparti síkságokká szelídülnek, míg a keleti és déli- délkeleti vidékek vadregényes hegyláncokkal (például Francia-középhegység) kápráztatják el az oda látogatót. Délen tör az ég felé a Pireneusok vonulata, és innen a Földközi-tenger partján, a Francia Riviérán végighaladva elérjük az Alpok csúcsait. Itt emelkedik Európa legmagasabb pontja is, a 4808 m-es Mont Blanc.
A Vogézek déli részétől déli irányban, a Francia-középhegység keleti részén a Cévennekig húzódó vízválasztó vágja ketté az országot. A vízválasztótól keletre a Rhône és a Saône gyűjti össze az Alpok és a keleti országrész vizeit és szállítja a Földközi-tengerbe. Franciaország többi nagy folyója már az Atlanti-óceán vízgyűjtő területéhez tartozik.
Az északi terület legjelentősebb folyója a Szajna. Az Oise, az Aisne, a Marne és a Yonne vizeit összegyűjtve a Párizsi-medencén átfolyva a La Manche-ba torkollik. A Francia-középhegységben eredő Loire a Bretagne-tönk déli peremét átszelve éri el az óceánt. Az Aquitániai-medence fő folyója, a Garonne a Pireneusokból és a Francia-középhegység nyugati oldalairól lefutó vizeket gyűjti össze. A Francia-középhegységből lefutó másik jelentős folyóval, a Dordogne-nyal közös tölcsértorkolatuk a Gironde.
A Lorraine-i fennsíkon és az Ardennekben eredő folyók az Északi-tengerbe szállítják vizüket. A Maas, a Moselle és az Ill a Rajna mellékfolyói. Az éghajlatnak megfelelően az ország folyóit egyenletes vízjárás és bő utánpótlás jellemzi. Az egyes vízrendszereket fejlett csatornahálózat köti össze.

### Éghajlat
Franciaország éghajlatát az óceáni és mediterrán hatások befolyásolják legerősebben. Az ország túlnyomó részének éghajlata enyhe telű óceáni, a tengerpartoktól távolabbi területeken azonban a kontinentális éghajlat sajátosságai is megjelennek. A földközi-tengeri partvidék éghajlata jellemzően mediterrán, ugyanakkor a magasabb hegyvidékeken, így elsősorban az alpi területeken változatos magashegységi éghajlat alakult ki. Az ide látogatók tehát egész évben igen eltérő időjárással találkozhatnak az ország különböző részein.
A mediterrán térség éghajlata jelentősen különbözik a többi régióétól. Itt a legenyhébb a tél (a leghidegebb hónap középhőmérséklete 6-8 °C), míg a mérsékleten meleg nyári hónapokra 22-24 °C-os középhőmérsékletek jellemzők. Júliusban és augusztusban gyakori itt a nyári szárazság, amikor egy-egy hónap során csupán 10–30 mm csapadék hullik. Franciaország déli vidékein a nyári hónapokban jóval többet süt a nap, általában 11-12 órát – míg északon egy nyári napon 7-9 órás napsütésre lehet számítani. A tenger vize a földközi-tengeri partokon augusztusban a legmelegebb, 23-25 °C-os, de júniusban és júliusban is felmelegedhet 21-23 °C-ig.
A Franciaország déli részén található Provence tartomány egyik jellegzetes időjárási sajátossága a sokszor napokon át fújó, kellemetlenül erős északi szél, a misztrál, amely elsősorban télen, de az év más szakában is gyakori. (Öltözködés: A Földközi-tenger partvidékén nyári délutánokon gyakorta 29-32 °C-ig emelkedik a hőmérséklet, így a pamut és a kimondottan nyárias öltözködés a megfelelő. Természetes, hogy – elsősorban a tengerparti strandokon – sapka, kalap viselése szükséges lehet.)

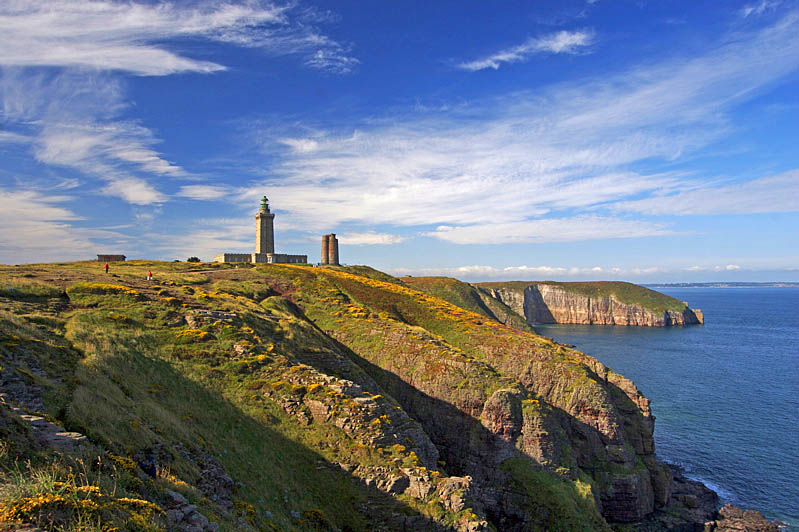
Bretagne régió
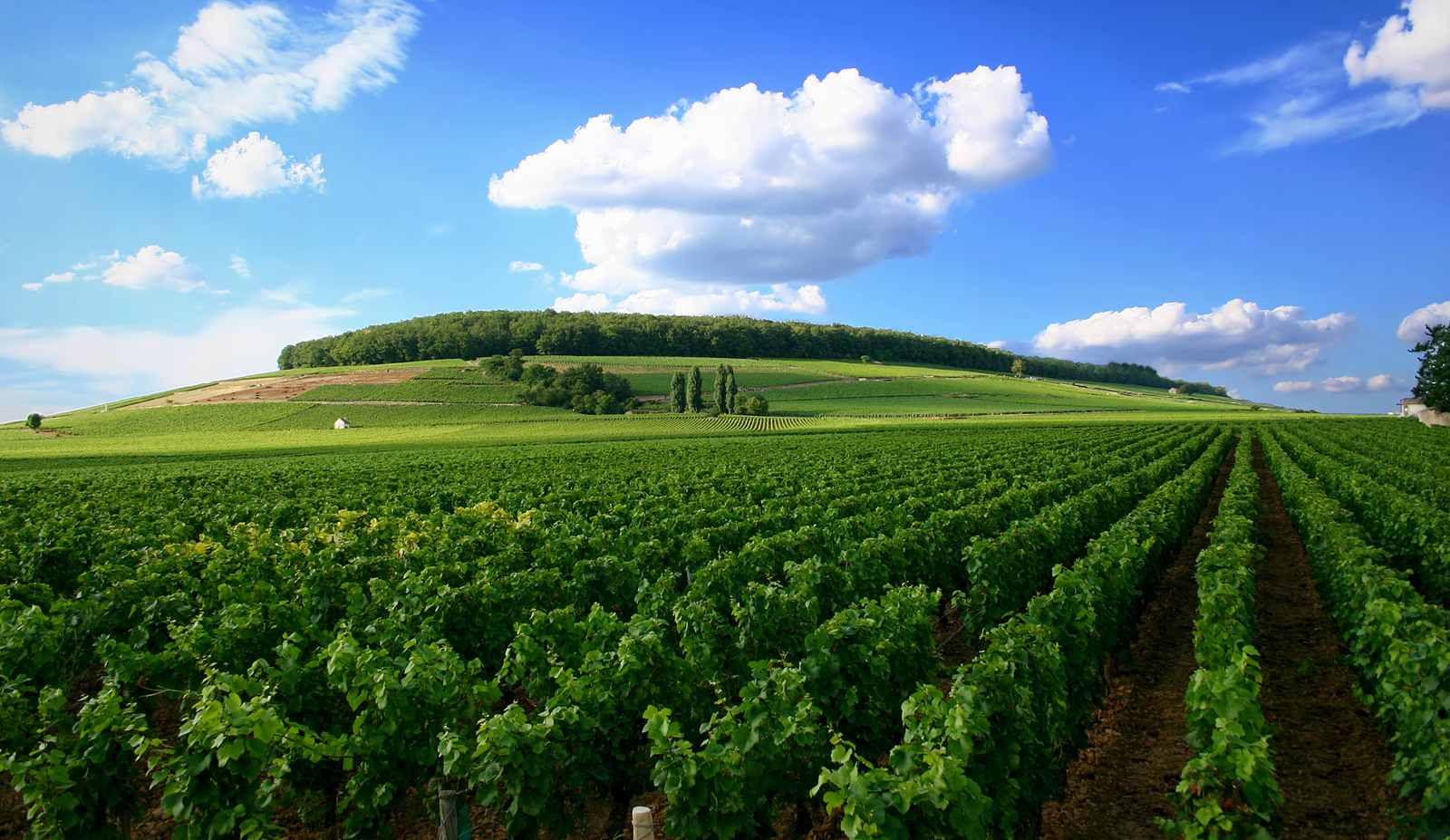
Burgundiai szőlőültetvény
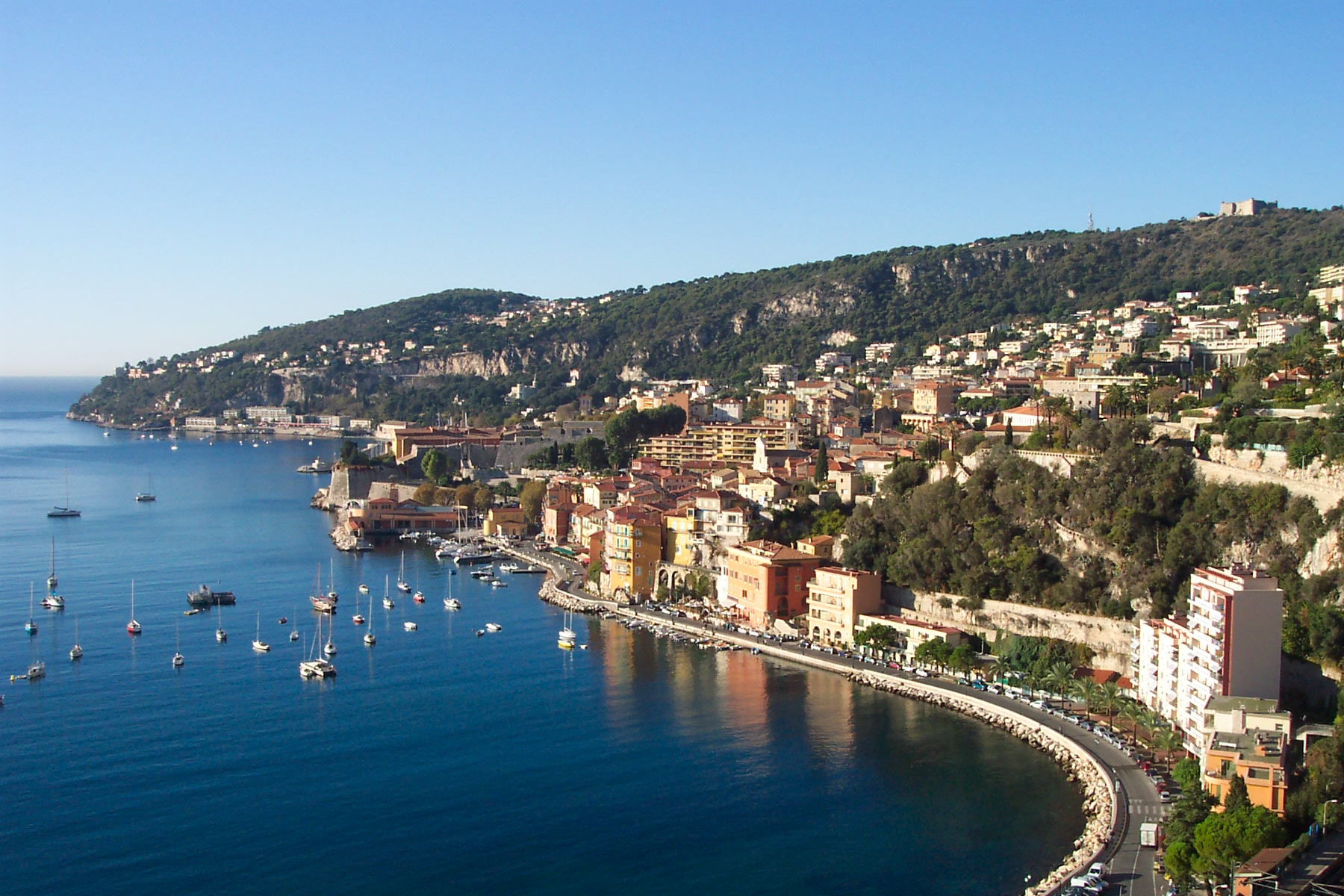
A Riviéra
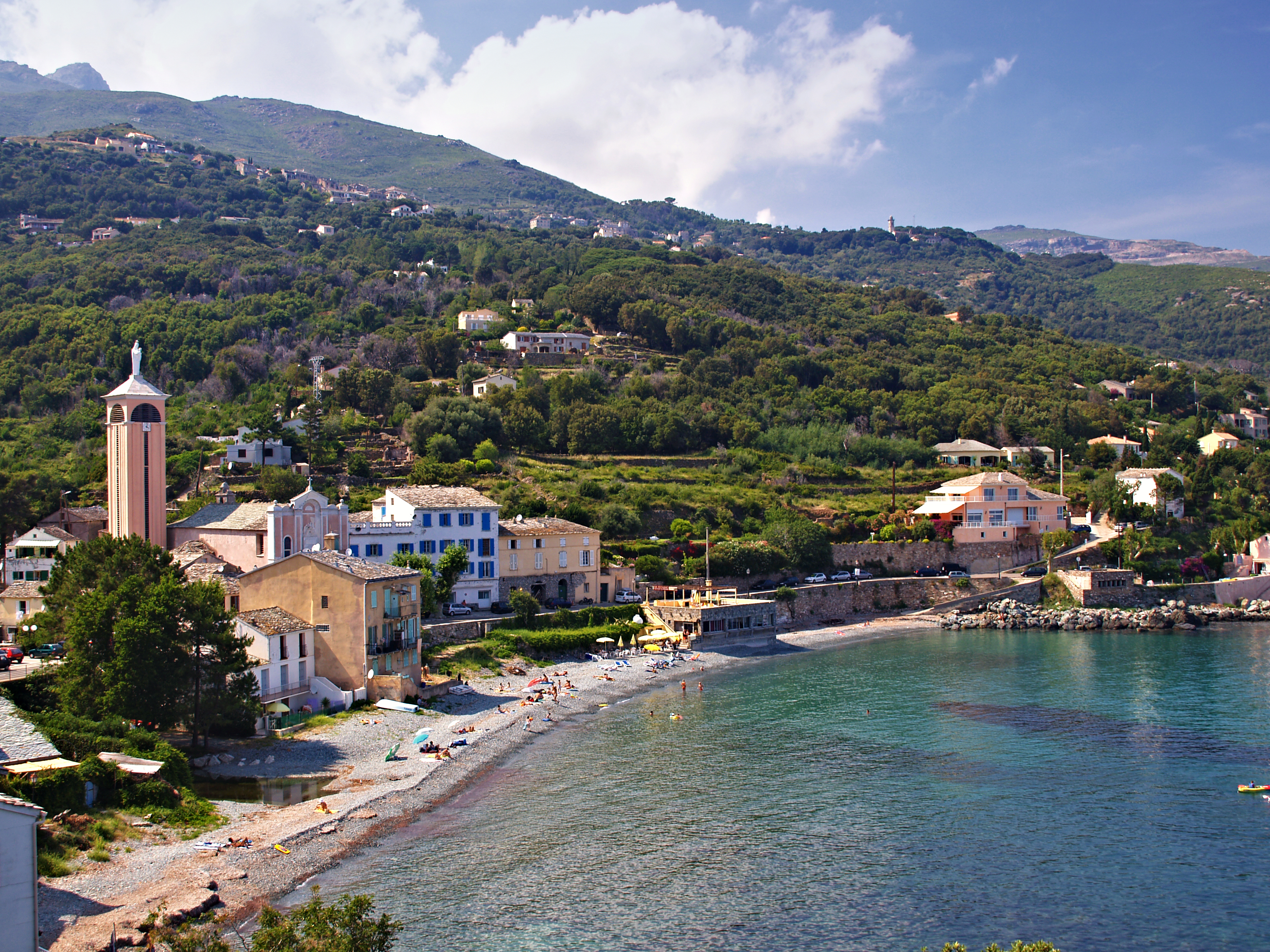
Korzika, Brando

### Élővilág
A földközi-tengeri partvidéken és Dél-Franciaország némely részein mediterrán növényzet van. Örökzöld tölgyesek, píneák, ciprusok és olajfák a táj jellegzetes szárazságtűrő növényei. A magyaltölgy mindenütt elterjedt, a paratölgy főként a kavicsos felszíneken található. Az erdőket sok helyen erdőirtás és legeltetés miatt keletkezett bokorerdők, macchiák és garigue-ok váltották fel. A Vizcayai-öböl mentén a homokdűnéket helyenként tengerparti fenyvesek borítják. Az ország többi része, a magas hegységeket kivéve a nyugat-európai kevert tölgy- és bükkerdők övezetébe tartozik. Ezekhez a Vogézek lejtőin szelídgesztenyések csatlakoznak. A vizet át nem eresztő talajokon lápi és mocsári növénytársulások jöttek létre.
Állatvilága jellegzetesen európai. Területén tengerparti, magashegységi és tipikus mediterrán fajok egyaránt élnek. 

### Nemzeti parkok
A nemzeti parkok hálózatához az európai Franciaországban 7 nemzeti park tartozik. Teljes területük 3710 km². Évente 7 millió látogatójuk van. A nemzeti parkokon kívül alacsonyabb szintű védett területek is vannak az országban. A nemzeti parkok:

#### Természeti világörökség
Az UNESCO világörökség-listáján az alábbi francia tájak szerepelnek:
- Girolata-fok, Porto-fok, Scandola Nemzeti Rezervátum és a Piana Calanques Korzikán
- Pireneusok – Spanyolországgal közös
- Új-Kaledónia lagúnái
- Réunion vulkáni kúpjai, völgyei és sziklafalai
- Chaîne des Puys
- Francia déli és antarktiszi területek
- A Kárpátok és más európai régiók ősbükkösei - nemzetközi helyszín, több francia területtel
- Észak-Martinique erdei és vulkánjai - a Mont Pelée és a Pitons du Carbet Martinique szigetén
- a Marquises-szigetek - vegyes besorolású helyszín, természeti szempontból is jelentős, Francia Polinézia része

## Államszervezet és közigazgatás
Lásd még: Franciaország alkotmánya cikket

### Közigazgatási beosztás
Lásd még: Franciaország közigazgatási beosztása cikket
A régiókat hivatalosan a decentralizációs törvény (1982. március 2.) hozta létre, amely a régióknak jogi státuszt is adott. 1982 és 2015 között Franciaország kontinentális területe 22 régióra volt felosztva. 2011 előtt négy tengerentúli régió volt (Francia Guyana, Guadeloupe, Martinique és Réunion); 2011-ben Mayotte lett az ötödik. A francia parlament 2016. január 1-jei hatállyal 22-ről 13-ra csökkentette a kontinentális régiók számát. A legtöbb új régiónak ideiglenes nevet adott a korábbi régiók nevének összevonásával, például az Aquitánia, Poitou-Charentes és Limousin alkotta régiót ideiglenesen Aquitaine-Limousin-Poitou-Charentesnek nevezték el. A Felső- és Alsó-Normandia egyesített régióját azonban egyszerűen „Normandia”" (Normandie) néven emlegetik. Az új regionális tanácsok 2016. július 1-jéig tettek javaslatot az állandó elnevezésekre. Az új régiókat meghatározó jogszabály azt is lehetővé tette, hogy a Centre régió 2015 januárjától hivatalosan „Centre-Val de Loire”-ra változtassa nevét. Két régió, Auvergne-Rhône-Alpes és Bourgogne-Franche-Comté úgy döntött, hogy megtartja ideiglenes nevét.
Franciaország európai területének régiói és megyéi:

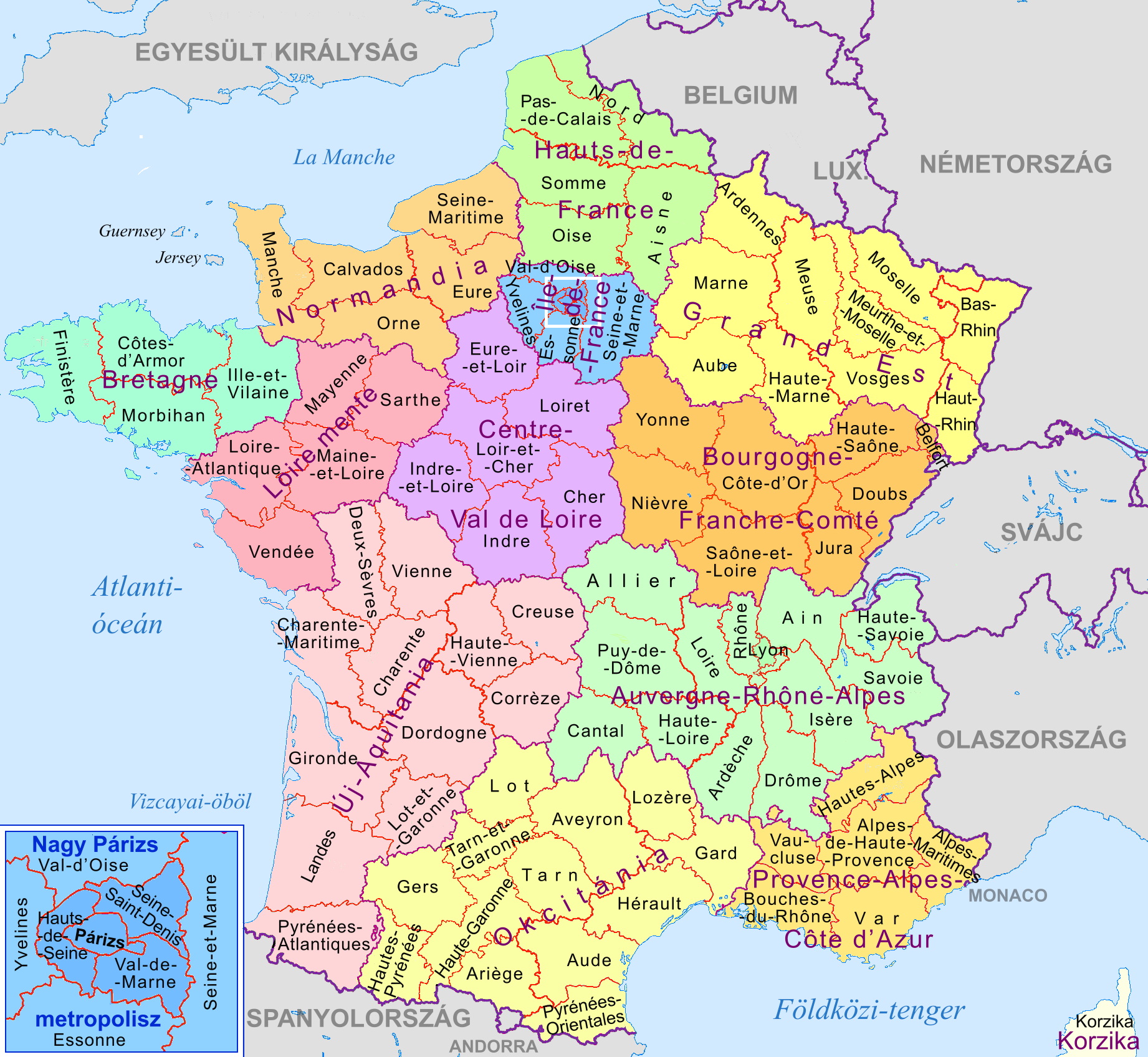
Az ország európai részének 22 régiója (2015-ig) és 96 megyéje

| Magyar elnevezés           | Francia elnevezés          | Székhely             | Zászló                              |
| -------------------------- | -------------------------- | -------------------- | ----------------------------------- |
| Aquitania                  | Aquitaine                  | Bordeaux             | Akvitánia zászlaja                  |
| Alsó-Normandia             | Basse-Normandie            | Caen                 | Alsó-Normandia zászlaja             |
| Auvergne                   | Auvergne                   | Clermont-Ferrand     | Auvergne zászlaja                   |
| Bretagne                   | Bretagne                   | Rennes               | Bretagne zászlaja                   |
| Burgundia                  | Bourgogne                  | Dijon                | Burgundia zászlaja                  |
| Centre-Val de Loire        | Centre                     | Orléans              | Centre zászlaja                     |
| Champagne-Ardenne          | Champagne-Ardenne          | Châlons-en-Champagne | Champagne-Ardenne zászlaja          |
| Elzász                     | Alsace                     | Strasbourg           | Elzász zászlaja                     |
| Felső-Normandia            | Haute-Normandie            | Rouen                | Felső-Normandia zászlaja            |
| Franche-Comté              | Franche-Comté              | Besançon             | Franche Comté zászlaja              |
| Île-de-France              | Île-de-France              | Párizs               | Île-de-France zászlaja              |
| Korzika                    | Corse                      | Ajaccio              | Korzika zászlaja                    |
| Languedoc-Roussillon       | Languedoc-Roussillon       | Montpellier          | Languedoc-Roussillon zászlaja       |
| Limousin                   | Limousin                   | Limoges              | Limousin zászlaja                   |
| Loire mente                | Pays de la Loire           | Nantes               | Loire-mente zászlaja                |
| Lotaringia                 | Lorraine                   | Metz                 | Lotaringia zászlaja                 |
| Midi-Pyrénées              | Midi-Pyrénées              | Toulouse             | Midi-Pyrénées zászlaja              |
| Nord-Pas-de-Calais         | Nord-Pas-de-Calais         | Lille                | Nord-Pas-de-Calais zászlaja         |
| Pikárdia                   | Picardie                   | Amiens               | Picardie zászlaja                   |
| Poitou-Charentes           | Poitou-Charentes           | Poitiers             | Poitou-Charentes zászlaja           |
| Provence-Alpes-Côte d’Azur | Provence-Alpes-Côte d'Azur | Marseille            | Provence-Alpes-Côte d'Azur zászlaja |
| Rhône-Alpes                | Rhône-Alpes                | Lyon                 | Rhône-Alpes zászlaja                |

### Alkotmány, államforma
Franciaország demokrácia, annak is a fél-prezidenciális változata; az elnök politikai súlya a parlamentáris rendszerekben megszokottnál nagyobb, de például az amerikai elnökénél kisebb (elnöki rendszer).
Az államfő különleges státuszát jól mutatja, hogy az alkotmány államszervezeti része az elnökről szóló II. címmel kezdődik. A korábbi, 1946-os alkotmány a Nemzetgyűlést helyezte az államfő elé. Az elnök a végrehajtó hatalom része. Mivel a végrehajtó hatalomnak része a kormány is, ezért a végrehajtó hatalom „dualista”, „kétfejű” („bicéphale”) jellegű. A köztársasági elnököt általános közvetlen választással öt évre választják. Az 1958-ban elfogadott alkotmány az államfő közvetett választását írta elő, az elektorok a parlamenti képviselők, a szenátorok és az önkormányzatok képviselői voltak. Az államfő közvetlen választását 1962-ben vezették be. Az elnök mandátuma eredetileg hétéves volt, ezt a 2000-ben csökkentették a jelenlegi öt évre.
Az 1958. évi alkotmány a kormányt is erősíteni kívánta a parlamenttel szemben, elkerülendő a III. és IV. köztársaságokat jellemző kormányzati instabilitást. A kormány tagjai a miniszterelnök, a miniszterek és államtitkárok. A minisztereket a miniszterelnök javaslatára az elnök nevezi ki. Egyes miniszterek államminiszteri (ministre d'Etat) státusban rangban a „rendes” miniszterek fölött, de a miniszterelnök alatt állnak.
A kormány általában hetente ülésezik; ülésein az államtitkárok csak kivételesen vesznek részt. Mivel a minisztertanácsot az államfő vezeti, kormánytanács (Conseil de cabinet) elnevezéssel kialakult egy, a minisztertanács üléseit előkészítő szervezet, amit a miniszterelnök vezet. A parlamentnek felelős kormány irányítja a közigazgatást és a fegyveres erőket. A miniszterelnök irányítja a kormány tevékenységét. A miniszterelnök és az államfő viszonyát elemezve megállapították, hogy „a miniszterelnök nem politikai vezér, sokkal inkább az adminisztráció, a szűkebb értelemben vett igazgatás feje (Bihari Ottó).”

### Törvényhozás, végrehajtás, igazságszolgáltatás
A francia törvényhozás szerve a Nemzetgyűlésből (Assemblée Nationale) és a Szenátusból (Sénat) álló kétkamarás parlament. A Nemzetgyűlés 577 tagja az egyes választókörleteket képviseli és ötévente, közvetlenül választják őket. A mindenkori kormánynak szüksége van a Nemzetgyűlés többségének támogatására, ugyanis a gyűlésnek joga van feloszlatni a kabinetet. A 321 (2010-től 343) szenátort egy csaknem 50 000 tagú elektori kollégium választja kilencéves ciklusokra; a Szenátus tagjainak harmadát 3 évente választják újra. Ha a két ház között nincs egyetértés, akkor a végső szó a Nemzetgyűlésé.

### Politikai pártok
Szélsőbaloldali: Engedetlen Franciaország (LFI), Forradalmi Kommunista Liga (LCR); Munkásharc (LO); Munkások Pártja (PT).
Baloldali: Szocialista Párt (PS); Baloldali Radikális Párt (PRG); Köztársasági és Állampolgári Mozgalom (MRC); Francia Kommunista Párt (PCF); A Zöldek (EELV)
Centrista: Unió a Francia Demokráciáért (UDF) (2007-óta Demokratikus Mozgalom (Modem)); Radikális Párt (PR), La Republique En Marche (LREM)- Emmanuel Macron pártja.
Jobboldali: A Köztársaságiak (LR)
Jobboldali-Szuverenista; Debout la France (DLF)
Szélsőjobboldali: Nemzeti Tömörülés (RN), Reconquête (R!), A Patrióták (LP)

### Védelmi rendszer
Lásd még: Franciaország hadereje cikket

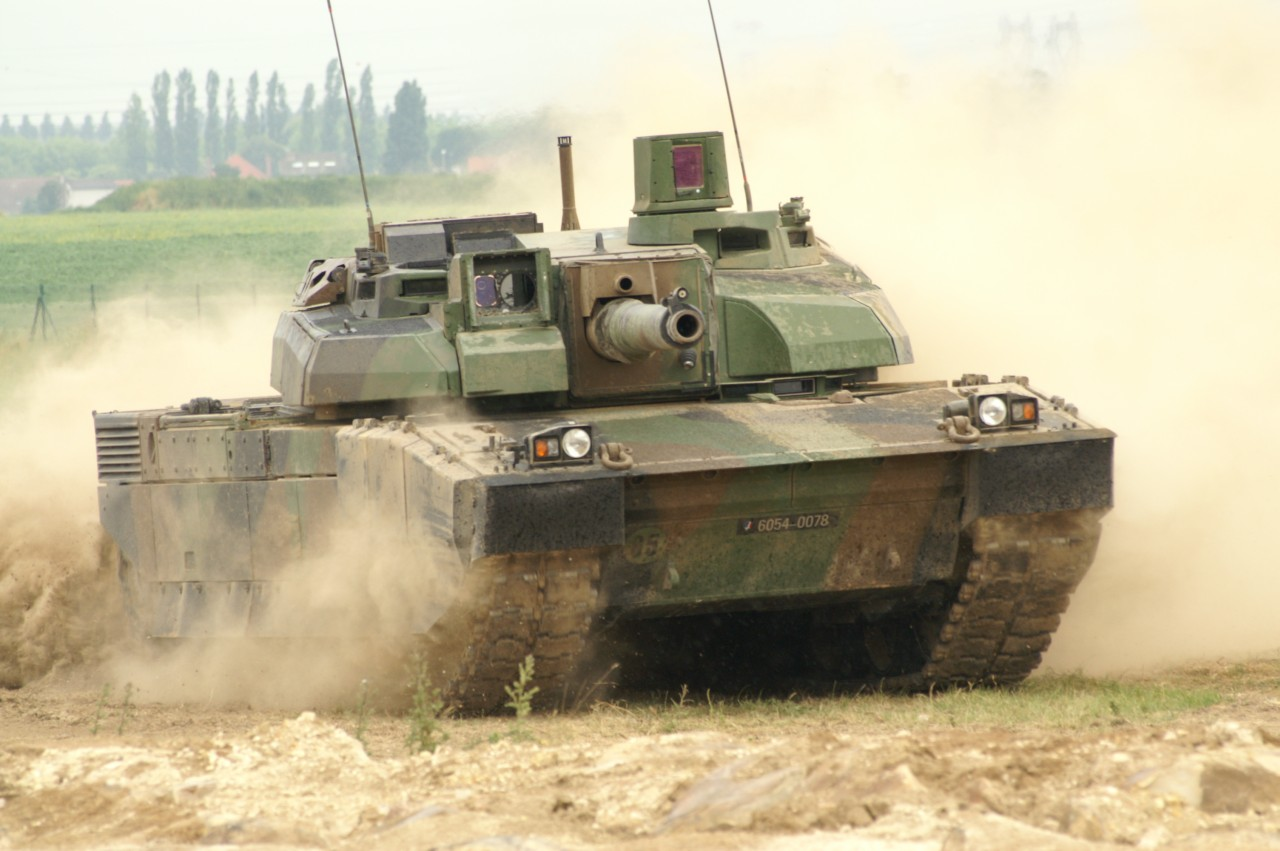
Franciaországban alkalmazott Leclerc típusú tank manőver közben

Franciaország hadereje vagy a francia fegyveres erők háborús hadrendje magában foglalja az ország szárazföldi erőit (Armée de terre), a légierőt (Armée de l'air), a csendőrséget (Gendarmerie nationale) és a haditengerészetet (Marine nationale). Ezek a haderőnemek és az alárendeltségükbe tartozó katonai szervezetek egységesen a francia haderő vezérkari főnöke (Chef d'état-major des armées CEMA) irányítása alá tartoznak és a főparancsnoki tisztet a mindenkori francia köztársasági elnök tölti be.
A haderő létszáma 2007-ben 442 122 fő, mely tartalmazta a békehadrendben a belügyminiszter irányítása alá tartozó 100 132 fős csendőrséget is. A francia haderő létszámát tekintve a világ 14. legnagyobb fegyveres ereje. 2009-ben harmadik a világon, a védelmi kiadásokra fordított költségvetési főösszeg (65 740 000 000 amerikai dollár) alapján és megelőzi ezzel az Egyesült Királyságot. Az Amerikai Egyesült Államok és Oroszország mögött Franciaország az öt atomnagyhatalom között a hordozófejek számát tekintve (melyek 1960-as próbatesztje óta saját fejlesztésűek) szintén a harmadik helyen áll.
A francia haderőknél 1997. október 28. óta nem szolgál sorozott állomány. Az ország katonai potenciálját tekintve, katonai szolgálatra alkalmas 11 262 661 fő és évente a hadköteles korba, a betöltött 17. életévükbe lépő férfiak száma 389 204 fő.

## Népesség

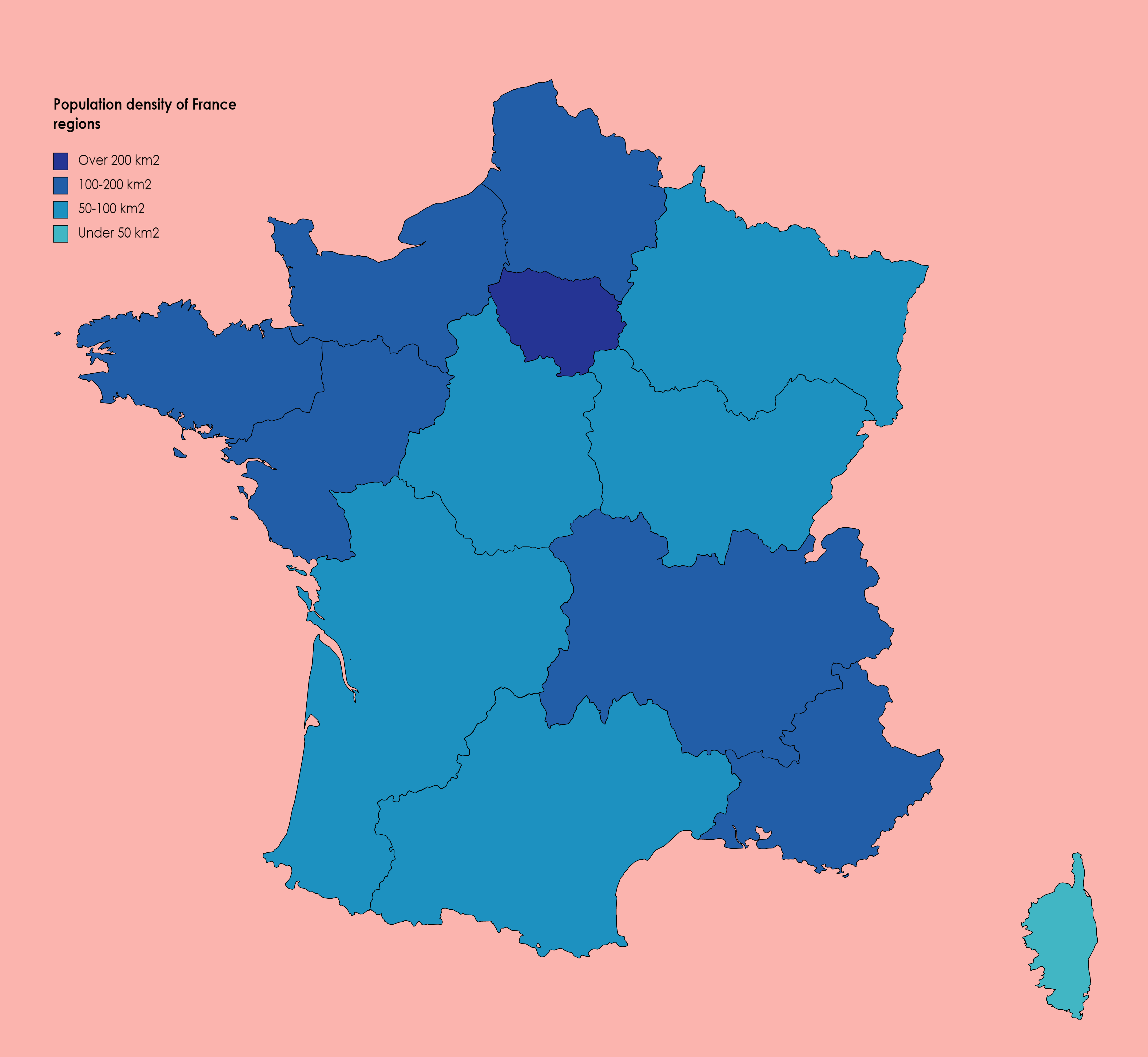
Franciaország népsűrűsége 2020-ban

### Általános adatok
2021 májusában 67,413 millió főre becsülték a lakosságot. Ekkor Franciaország a 20. legnépesebb ország a világon, a harmadik legnépesebb Európában (Oroszország és Németország után), és a második legnépesebb az Európai Unióban (Németország után).

#### Népességnövekedés
Franciaország népességének történelmi fejlődése a nyugati világban a 19. századtól kezdve sajátosan alakult. A 19. században és a 20. század első felében a népességszám Franciaországban nem növekedett akkora ütemben, mint Európa többi részén, ugyanakkor a 20. század második felében sokkal erősebb növekedés volt tapasztalható a többi országéhoz, vagy az előző évszázadokban mért saját növekedéséhez képest.
1974-et követően a népességnövekedés lelassult, mélypontját éves 0,39%-kos növekedéssel 1990-ben érte el, amivel már sokkal inkább összhangba került Európa népességfogyásnak indult többi részével. Mindezek után a 2004-es francia népszámlálás adatai jócskán meglepték a demográfusokat. A 2004-es népszámlálás szerint megtörtént, amit senki nem jósolt előre, az 1999-es népszámlálást követően a népességnövekedés felgyorsult. 1999 és 2003 között a népességbővülés 0,58% körül alakult, 2004-ben pedig 0,68% lett, ez csaknem elérte az észak-amerikai szintet. 2004 a legmagasabb népességnövekedést eredményezte az országban 1974 óta, és ezzel Franciaország jóval megelőzi Európa többi országát (leszámítva Írországot). 2003-ban az európai természetes növekedést majdnem teljes egészében Franciaország természetes növekedése tette ki (a bevándorlást nem számítva): az Európai Unió 216 000 lakossal bővült (a bevándorlás nélkül), amiből 211 000 volt Franciaország népességének növekedése önmagában és 5 000 az összes többi EU tagországé együttvéve. 2004-ben Franciaország népességének természetes növekedése elérte a 256 000 főt.
A váratlan eredmények jelentős következményekkel járhatnak a jövőre nézve. Oroszország és Németország után Franciaország jelenleg a harmadik legnépesebb ország Európában. A demográfusok eredetileg úgy számították, hogy 2050-re Franciaország európai területén 64 millió ember fog élni, de ma már egyetértenek abban, hogy az 1990-es növekedési ütemre alapozott becsléseik visszafogottak voltak. Ma már úgy tartják, a tengerentúli területek nélküli Franciaország lakossága 2050-re eléri a 75 millió főt. Ha ezek a becslések valósággá válnak, ez értelemszerűen változásokat eredményez a brüsszeli erőviszonyokban is. 2004 közepén Franciaország lakosainak száma (a tengerentúli részekkel együtt) 13,6%-át tette ki a 460 millió fős EU-nak. Az Európai Unió 25 tagállamának 2050-re jósolt 445 millió lakosából pedig már 17,5% él majd Franciaországban az előrejelzések szerint.
Az ENSZ Menekültügyi Főbiztossága (UNHCR) szerint a politikai menedéket kérők aránya 2003 és 2004 között 3%-kal nőtt, míg ugyanezen időszak alatt az Egyesült Államok számára benyújtott menekültügyi kérelmek száma 29%-kal csökkent. Franciaország ezzel 2004-ben egy pár évre átvette az USA vezető helyét a menekültek célországainak listáján.
Népességének növekedése:
| Lakosok száma | 40 681 000 | 49 361 165 | 52 320 049 | 54 982 879 | 57 155 165 | 59 105 073 | 60 911 057 | 64 371 099 | 66 628 000 | 68 605 616 |
|               | 1901       | 1964       | 1971       | 1979       | 1986       | 1993       | 2000       | 2008       | 2016       | 2025       |

### Etnikai, nyelvi, vallási megoszlás

A francia nyelv a világban

#### Etnikumok
Franciaországot a történelem előtti időktől kezdve kereskedelmi, népvándorlási és hadműveleti utak szövik át. A mai népesség az évszázadok során négy fő európai népcsoport keveredése eredményeképpen alakult ki: kelta (gall és breton), akvitán (baszk származású), római és germán (frank, vizigót, burgund, normann).
A franciákon belül a különböző, nyelvjárások (valójában önálló nyelvek) beszélői, mint például az okszitánok, provanszálok aránya 21%. Az elzászi németek és a bretonok aránya egyaránt 1,5%.

#### Bevándorlók

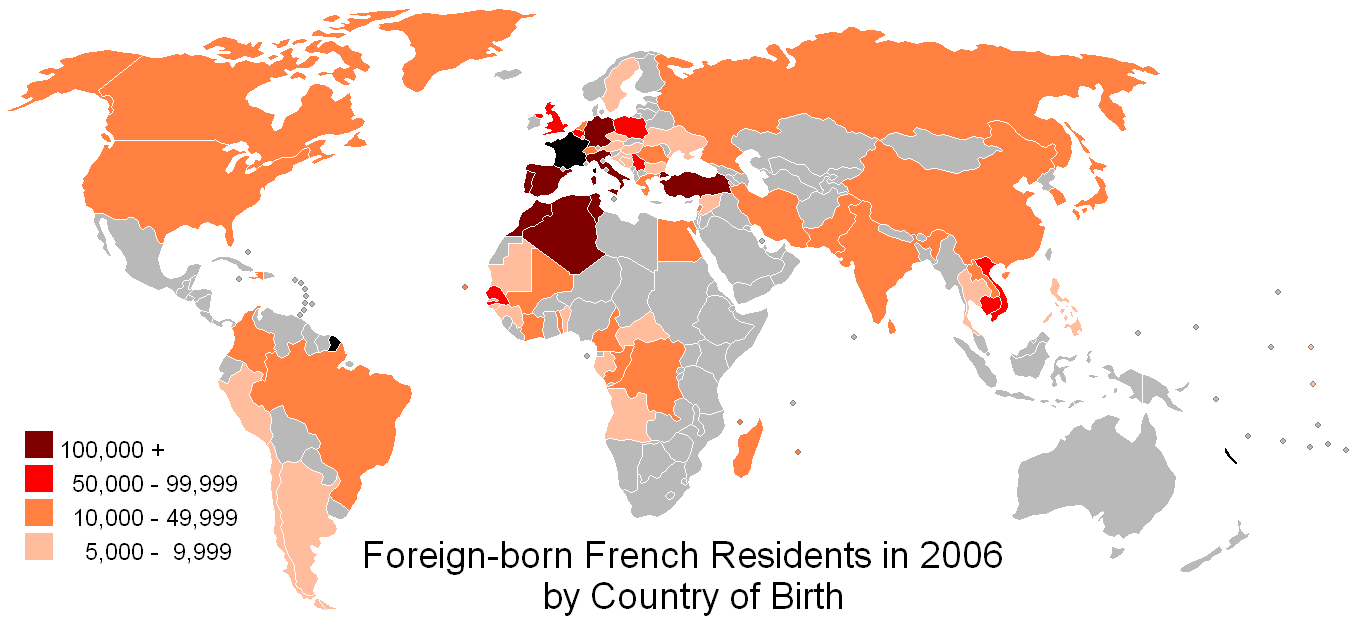
A tartósan az országban élő külföldiek származási országa

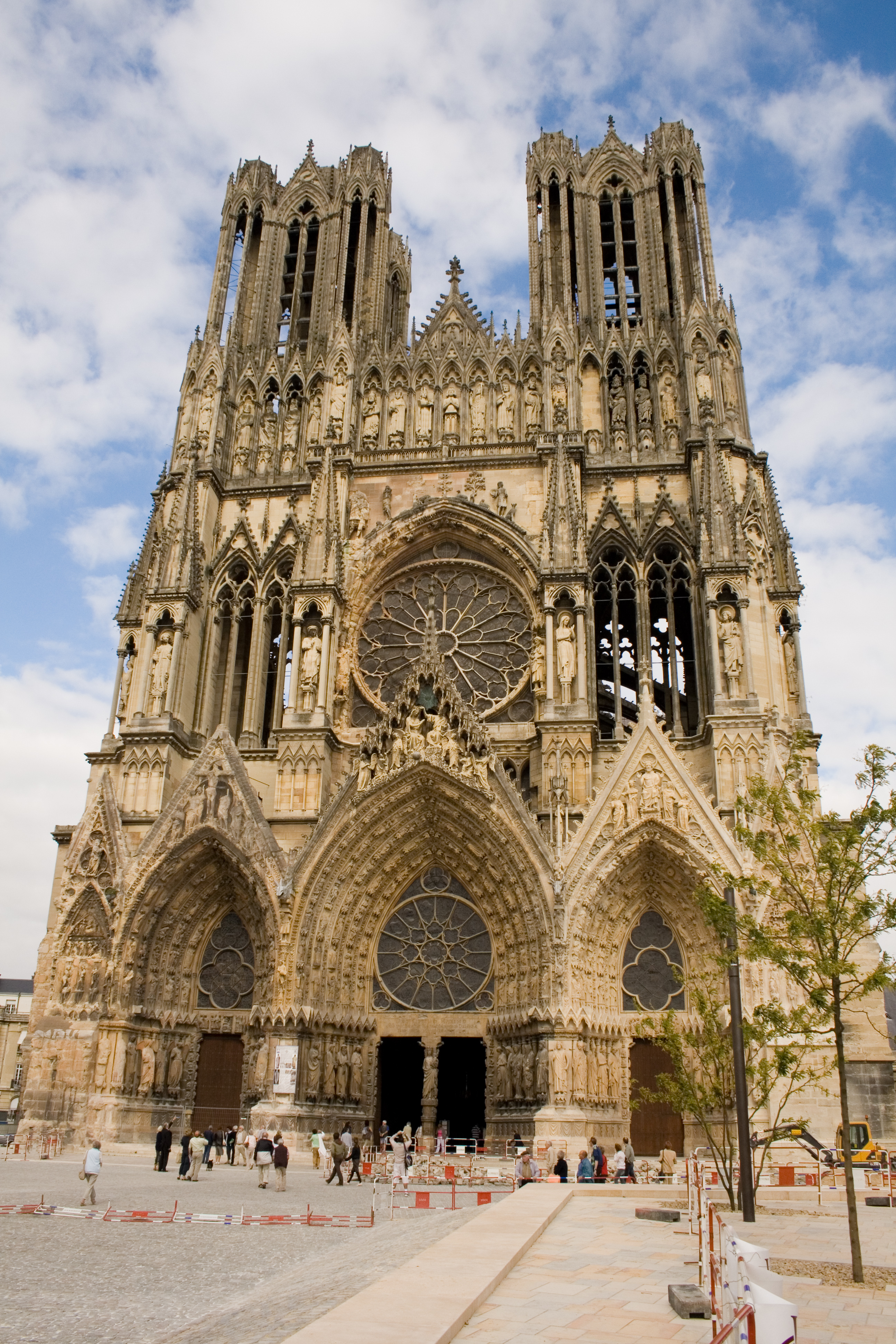
Egy római katolikus templom, a reimsi katedrális főhomlokzata

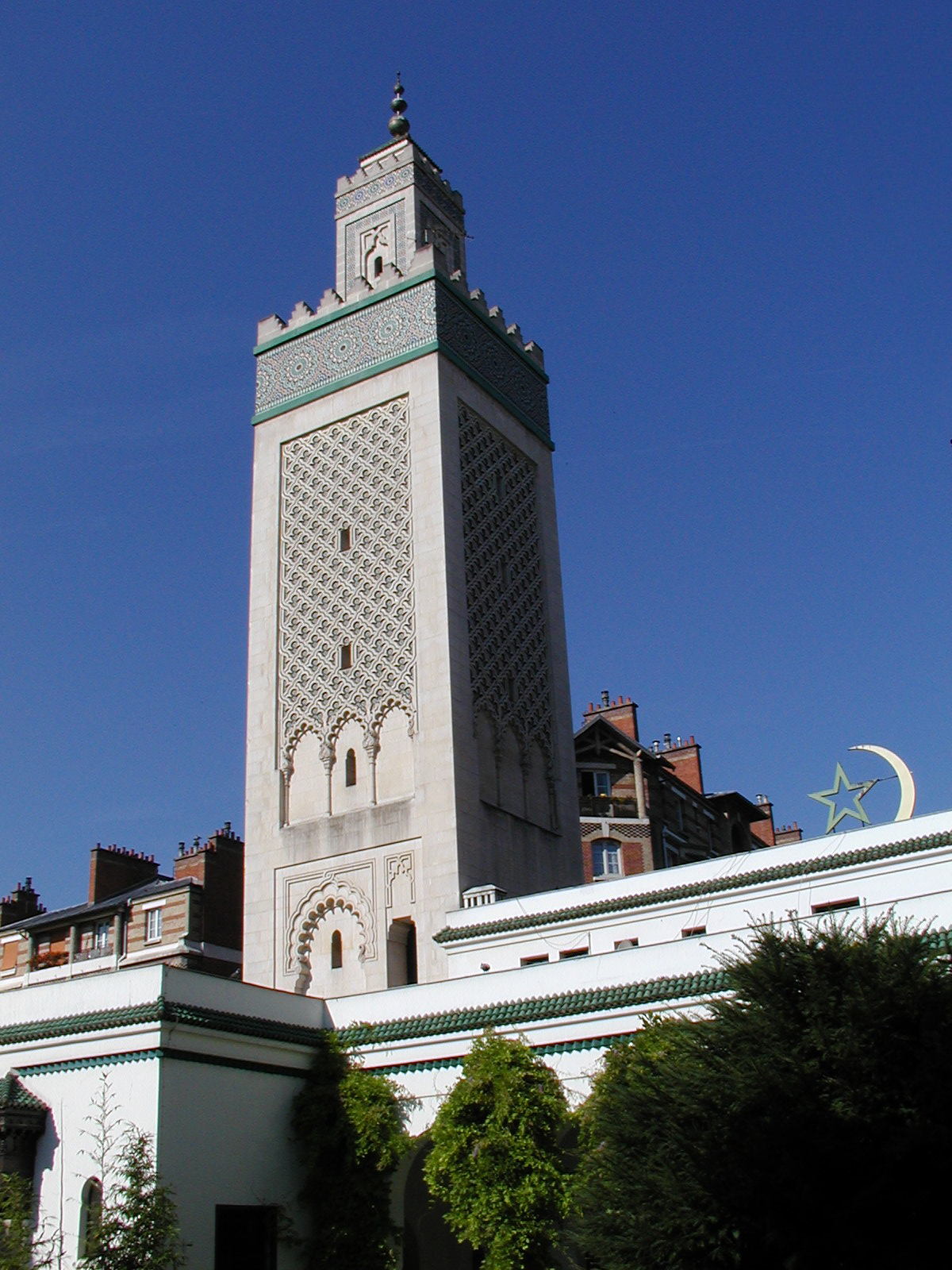
A párizsi nagymecset Franciaország legrégebbi iszlám központja

A történelmi népcsoportokon kívül a 19. századtól kezdve további népcsoportok települtek Franciaországba, csak a legismertebbeket említve: belgák, olaszok, spanyolok, portugálok, lengyelek, örmények, kelet-európai zsidók, magreb népek, arabok, berberek, fekete-afrikaiak és kínaiak.
Jelenlegi [mikor?] becslések szerint a francia népesség 40%-át ezek a bevándorló hullámok teszik ki, amivel Franciaország etnikailag az egyik legváltozatosabb országgá vált Európában és ebben jelentősen hasonlít az Egyesült Államokhoz és Kanadához. A hivatalos statisztika szerint, a franciák aránya még mindig 84%. A bevándorlók aránya azonban egyre nő, megbecsülni nehéz a számukat. Többségük afrikai és ázsiai bevándorló, elsősorban arab és fekete. Főleg a volt gyarmatokról érkeznek, leginkább Algériából, Marokkóból, Tunéziából.
A bevándorlók közel fele Île-de-France (Nagy-Párizs) régiójában él. További fontos letelepedési régiók a bevándorlóknál Rhône-Alpes (Lyon) és a Provence-Alpes-Côte d'Azur (Marseille–Francia Riviéra).
Az újonnan bevándorlók születési országa 2017-es hivatalos adat alapján:

| Születési ország                | Népesség |
| ------------------------------- | -------- |
| Algéria                         | 823 500  |
| Marokkó                         | 771 300  |
| Portugália                      | 618 200  |
| Olaszország                     | 286 500  |
| Tunézia                         | 283 800  |
| Spanyolország                   | 247 700  |
| Törökország                     | 246 300  |
| Egyesült Királyság              | 145 900  |
| Románia                         | 125 600  |
| Comore-szigetek                 | 119 300  |
| Belgium                         | 119 000  |
| Németország                     | 115 100  |
| Szenegál                        | 105 900  |
| Kína                            | 105 700  |
| Elefántcsontpart                | 94 400   |
| Lengyelország                   | 89 400   |
| Haiti                           | 87 000   |
| Kongói Demokratikus Köztársaság | 85 100   |
| Kamerun                         | 84 800   |
| Szerbia                         | 79 700   |

#### Nyelvi megoszlás
Franciaországban az egyetlen hivatalos nyelv a francia. Ugyanakkor esetenként, főként az idősebbek, több más helyi nyelvet és dialektust is megértenek és használnak, mint például a provanszál, a katalán, a baszk, a breton, a Haiti kreol, a korzikai, a flamand, a lotaringiai német, valamint néhány további dialektus, mint például az elzászi, a gaszkonyi és a picard. Ezeket a történelmi nyelveket és nyelvjárásokat tájszólásként kezelik, noha ez legtöbbjükre nézve hamis. Némelyiket már iskolákban is tanítják, noha helyi és nemzeti szinten is hivatalosan csak egy nyelvet ismernek el. Néhány, a bevándorlók által beszélt nyelv szintén elterjedt, különösen a nagyvárosokban: a portugál, a maghreb arab, berber nyelvek, dél-szaharai nyelvek, a török, a kínai (wu, kantoni, min nan és mandarin), a vietnámi és a khmer a leggyakoribbak.

#### Vallási megoszlás
Franciaország történelmileg túlnyomórészt római katolikus ország antiklerikáris tendenciákkal. A vallásszabadság alkotmányos alapjog, ahogy az Emberi és polgári jogok nyilatkozatában lefektették. A közszféra és a vallások között a laïcité (laicizmus) a meghatározó elv, mely szerint a kormány nem avatkozik az ország vallási közösségeinek életébe, de nem is támogatja azokat. A kormány nem vezet statisztikát a lakosok vallásáról. Ismeretlen forrású statisztika elérhető a ’CIA World Factbook’ című kiadványban, amely szerint: római katolikus 83-88%, muszlim 5-10%, protestáns 2%, zsidó 1%. Egy 2003-as felmérés szerint a lakosok 41%-a szerint Isten létezése „kizárt” vagy „valószínűtlen”, 33% állítja, hogy az „ateista” szó többé-kevésbé ráillik, 51% kereszténynek vallja magát. A hívők közül 62% római katolikusnak, 6% muszlimnak, 2% protestánsnak, 1% zsidónak, 2% pedig más vallásúnak mondta magát, 26% azt állította, hogy nem hisz vallásokban, 1% pedig megtagadta a válaszadást.
Franciaországban található Nyugat-Európa legnépesebb muszlim közössége. Legfőbb központjuk a párizsi nagymecset.

## Gazdaság
Az ország a fejlett országok sorába tartozik, tagja a G8-nak, és 2005-ben a Föld hatodik legnagyobb gazdaságát tudhatta magának, 2118 milliárd dolláros GDP-vel. Mindazonáltal az egy főre jutó GDP szerinti európai rangsorolásban csak a 9-edik volt 25-ből az Eurostat szerint, és világszinten a 17-edik.

### Gazdasági ágazatok
Az ország ásványkincsekben gazdag. Elzász-Lotharingiában kősó, kálisó, feketekőszén, barnakőszén, egyéb lelőhelyeken rézérc, ezüstérc, bauxit, vasérc és kősó fordul elő.
Az országra a gépgyártás, azon belül a személygépkocsi, a hajó, a repülő, a vonat és az elektromos gépek gyártása jellemző. Ezeknek főbb központjai:
- személygépkocsi-gyártás: Párizs, Rennes, Lyon és Lille
- vasúti járműgyártás: Párizs
- hajógyártás: Lille, Nantes, Marseille, Le Havre, Brest
- elektromos gépek gyártása: Párizs, Besançon, Metz, Lyon
- egyéb gépipar (mezőgazdasági gépek stb.): Rennes, Párizs, Lille, Strasbourg, Nancy, Lyon

Vegyipar is jellemzi az országot, legjobban a kőolaj-feldolgozás számít, melynek központjai: Nantes, Bordeaux, Marseille és Dunkerque, gyógyszergyártás (Párizs), és még egyéb vegyipari ágazatok (műtrágyagyártás) melynek központjai Bordeaux, Marseille, Párizs, Strasbourg, Rennes, Nantes és Lyon.
Nehézipari központok a Rhône-völgyben és legészakabbra fordulnak elő. Itt a vas- és acélkohászat jellemző, központjai: Lille, Grenoble és Marseille, színesfémkohászat Nantes és Grenoble városokban fordul elő. Óragyártás Besançonban, atomipar Cherbourgban van.
Az országban elterjedt a könnyűipar. A textilipar központjai: Párizs, Bordeaux, Lille, Nancy, Dijon és Strasbourg. Papíripar Rouenben és Gerebenben, faipar Nancyben, nyomdaipar Párizsban, bőripar pedig Grenoble-ban fordul elő. Egyéb könnyűipari ágazatok megtalálhatók Limoges, Párizs és Dijon városokban.
Élelmiszeripar főbb központjai: Le Havre, Párizs, Toulouse, Montpellier, Marseille, Nancy, Strasbourg, Orléans, Tours és Rennes. Borászat Reimsben és Bordeauxban fordul elő.

### Energiatermelés
Franciaország a világ második legnagyobb atomenergia-termelője, az Amerikai Egyesült Államok után.
A teljes áramtermelés megoszlása %-ban:
- Nukleáris energia: 85% (az atomenergia hányadát tekintve az össz. áramtermeléshez viszonyítva Franciaország tartja az első helyet);
- Megújuló energiaforrások: 14% ;
- Gázolaj és földgáz: 1%.

### Gazdasági adatok

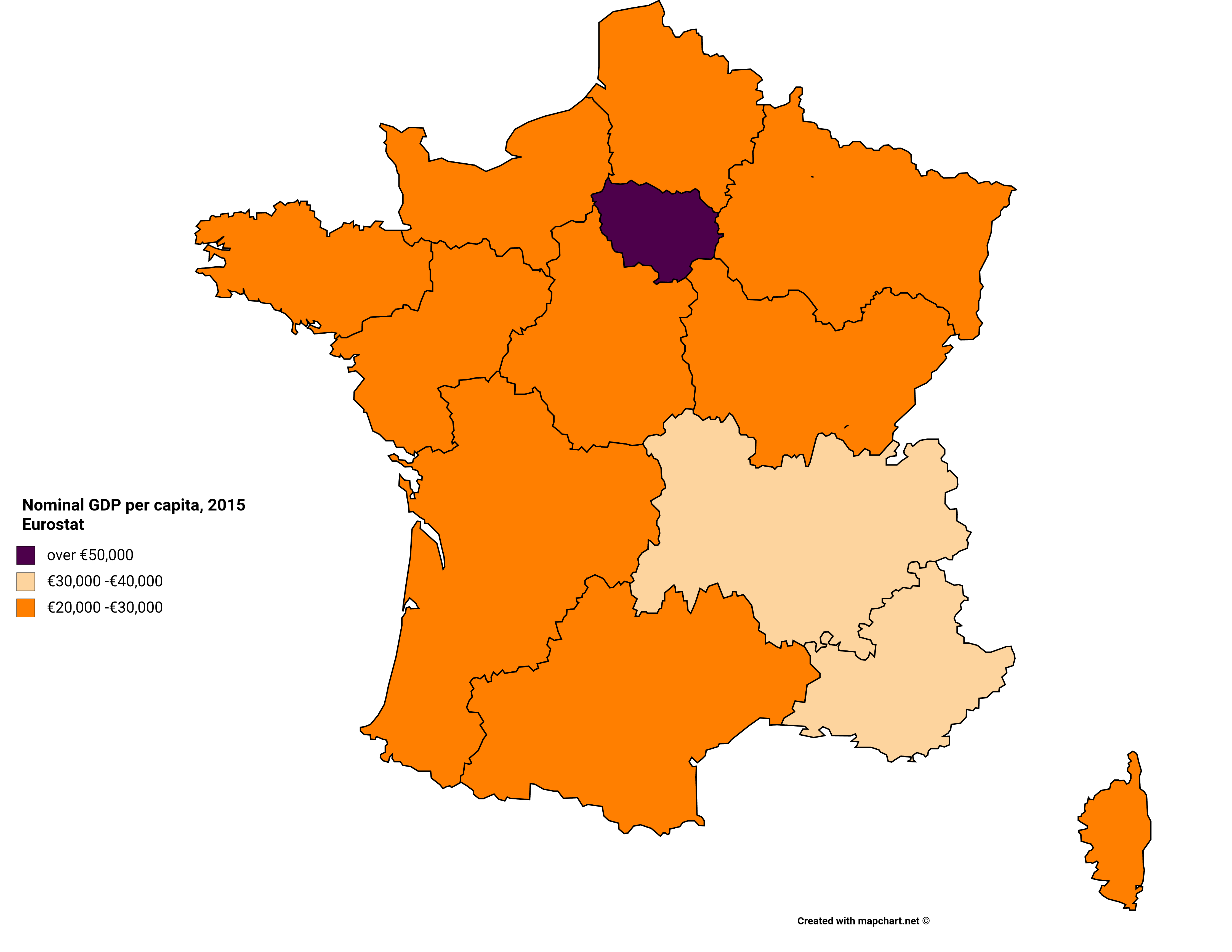
GDP per fő régiónként (2015)

Gazdasági adatok 1980 óta 

| Év   | GDP (milliárd euróban) | GDP per fő (euróban) | GDP növekedés (reál) | Infláció (százalékban) | Munkanélküliség (százalékban) | Költségvetési egyenleg (a GDP %-ban) |
| ---- | ---------------------- | -------------------- | -------------------- | ---------------------- | ----------------------------- | ------------------------------------ |
| 1980 | 453.2                  | 8,435                | 1.8 %                | 13.1 %                 | 6.2 %                         | −0.4 %                               |
| 1985 | 760.5                  | 13,788               | 1.6 %                | 5.8 %                  | 8.7 %                         | −2.9 %                               |
| 1990 | 1,058.6                | 18,711               | 2.9 %                | 0.3 %                  | 8.4 %                         | −2.4 %                               |
| 1995 | 1,225.0                | 21,211               | 2.1 %                | 1.8 %                  | 10.5 %                        | −5.1 %                               |
| 2000 | 1,485.3                | 25,235               | 3.9 %                | 1.8 %                  | 9.2 %                         | −1.3 %                               |
| 2005 | 1,772.0                | 29,066               | 1.7 %                | 1.9 %                  | 8.9 %                         | −3.2 %                               |
| 2010 | 1,998.4                | 31,841               | 1.9 %                | 1.7 %                  | 9.3 %                         | −6.8 %                               |
| 2015 | 2,198.4                | 34,190               | 1.1 %                | 0.1 %                  | 10.4 %                        | −3.6 %                               |
| 2018 | 2,353.1                | 36,355               | 1.8 %                | 2.1 %                  | 9.1 %                         | −2.5 %                               |

### Külkereskedelem
- Exporttermékek: műszaki berendezések és alkatrészek, repülőgép, műanyagok, vegyipari termékek, gyógyszeripari termékek, vas és acél, italok (bor).
- Importtermékek: műszaki berendezések és alkatrészek, járművek, nyersolaj, vegyipari termékek.
- Főbb kereskedelmi partnerek: Németország, továbbá az EU más országai, USA, Kína,

Legfőbb kereskedelmi partnerek 2016-ban:
- Export:  Németország 16%,  Spanyolország 7,6%,  USA 7,3%,  Olaszország 7,2%,  Egyesült Királyság 7%,  Belgium 6,8%
- Import:  Németország 19,3%,  Belgium 10,6%,  Hollandia 7,9%,  Olaszország 7,8%,  Spanyolország 7%,  USA 5,8%,  Kína 5,1%,  Egyesült Királyság 4,2%

## Közlekedés

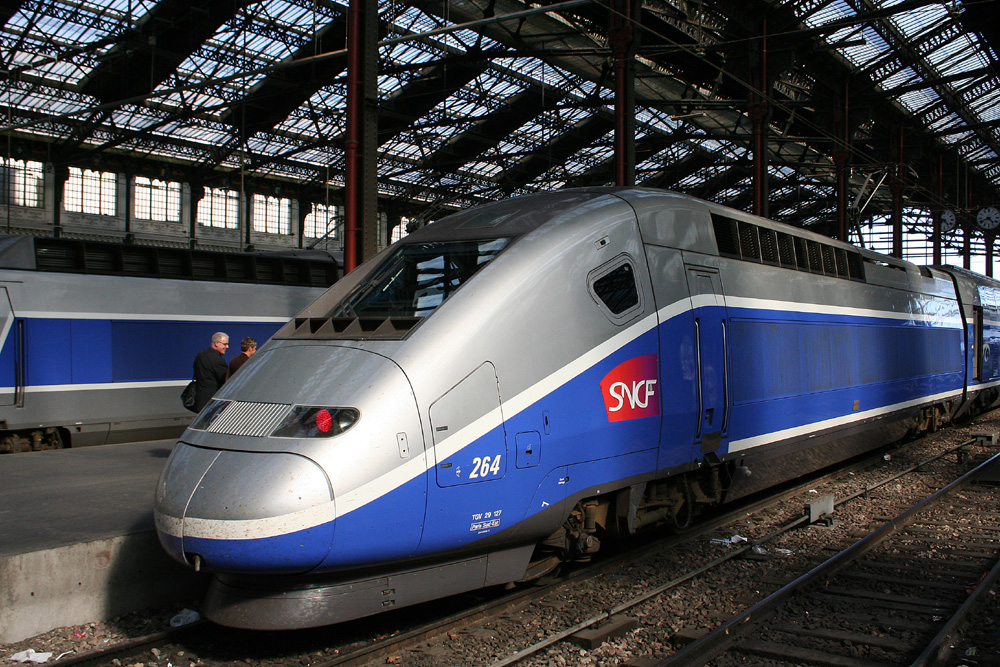
Egy TGV Duplex a párizsi Gare de Lyon pályaudvaron

### Vasút
Franciaország vasúthálózata 29 640 km hosszú, ezzel a legnagyobb Nyugat-Európában. A vasúti közlekedésben a legfontosabb szerepet a nemzeti vasúttársaság, az SNCF játssza. Az SNCF üzemelteti a Thalys, Eurostar és a TGV nagysebességű vasúthálózatot. Az Eurostar az Egyesült Királyságot köti össze az európai kontinenssel a Csatorna-alagúton keresztül. Franciaország Andorrán kívül minden szomszédjával létesített vasúti összeköttetést. A nagyvárosi közlekedésben metrók és villamosok egészítik ki a buszjáratokat.

### Közút
Az ország 1 028 446 km közúttal büszkélkedhet. Az úthálózat Párizs környékén a legsűrűbb, az utak és autópályák látszólag az egész országból itt találkoznak. A francia közutakon jelentős nemzetközi gépjárműmennyiség is áthalad. Az utak és a nagyvárosok közelében futó autópályák ingyenesek, a városok között viszont az autópályák használatáért fizetni kell.
Az autópiacot a hazai gyártók, a Renault (27%-os piaci részesedés), a Peugeot (20,1%) és a Citroën (13,5%) uralják.[mikor?]
Franciaország büszkélkedhet a világ legmagasabb közúti hídjával, a Millau völgyhíddal, és még sok más fontos híddal, olyanokkal, mint például a Normandia híd.

### Légi közlekedés
Országszerte 478 repülőtér található Franciaországban. A Párizs vonzáskörzetében fekvő Charles de Gaulle nemzetközi repülőtér az ország legnagyobb és legforgalmasabb légi kikötője, amely az országba érkező légi forgalom nagy részét fogadja és összekapcsolja Párizst a világ legtöbb fontos városával.
Franciaország nemzeti légitársasága az Air France, bár mellette még sok kisebb privát társaság is üzemeltet repülőjáratokat.

### Vízi közlekedés
Az országban tíz jelentősebb kikötő található, a legnagyobb ezek közül Marseille a Földközi-tenger partján.
Csaknem 15 000 km csatorna szeli át Franciaországot. A Canal du Midi a Garonne folyón keresztül köti össze az Atlanti-óceánt a Földközi-tengerrel.

## Telekommunikáció
|                | Franciaország területe | Gyarmati területek  | Egyéb területek     |
| -------------- | ---------------------- | ------------------- | ------------------- |
| Hívójel prefix | F                      | HW-HY, TO-TQ, TV-TX | TH, TK, TM          |
| ITU zóna       | 27                     | Helyfüggő besorolás | Helyfüggő besorolás |
| CQ zóna        | 14                     | Helyfüggő besorolás | Helyfüggő besorolás |

## Kultúra
Franciaország nemzeti szimbóluma Marianne, a gall-sapkás nőalak, aki egyben a szabadság és a francia forradalom jelképe is. Az előző szimbólum a Gall Kakas volt, a vakmerő bátorság jelképe.

### Művészet

#### Filmművészet
Lásd még: Francia filmművészet cikket

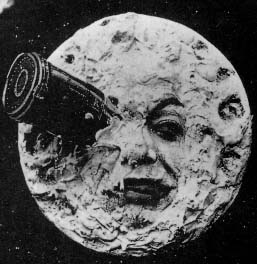
Utazás a Holdba (1902)

Franciaország jelentős szerepet játszott a film és a filmművészet létrejöttében. A Lumière fivérek találták fel a mozit. Nagy francia filmrendezők voltak a némafilm korában Georges Méliès, a két világháború között Jean Renoir, a második világháború előtt és után Marcel Carné. Az 1950-es évektől meginduló francia új hullám az egész világ filmművészetére jelentős hatást gyakorolt, legnagyobb rendezői Jean-Luc Godard és François Truffaut. Az 1980-as évektől máig ismét megújult a francia film, a korszak kiemelkedő alkotói Luc Besson, Krzysztof Kieślowski, Jean-Pierre Jeunet.
A 19. század végén, a mozi korai éveiben, számos kísérletező művész származott Franciaországból. Auguste és Louis Lumière feltalálta a kinematográfot és az általános történészi megítélés szerint az 1895-ben Párizsban L'Arrivée d'un train en gare de la Ciotat címmel bemutatott vetítésük jelentette a mozi születését. A következő években filmesek szerte a világon megkezdték munkájukat az új médiummal, köztük a mozi nyelvének ma már közismert technikái közül többet is kifejlesztő, nagy hatást gyakorló Georges Méliès, aki 1902-ben Utazás a Holdba (Le Voyage dans la Lune) címmel elkészítette az első science fiction filmet.
Létrejött az első korai filmstúdió, a Gaumont Pictures és további filmes egyéniségek bukkantak fel, mint Pathé Frères vagy Alice Guy Blaché, aki La Fée au Choux címmel 1896-ban forgatta első filmjét, majd 1897-től 1906-ig gyártásvezető volt a Gaumont filmstúdióban, itt körülbelül 400 filmet készített. Pályafutását az Egyesült Államokban folytatta, csakúgy mint Maurice Tourneur, egy másik ismert filmes a 20. század elejéről.
Az 1920-as években főként szürrealista alkotások születtek, amit az akkori sajtó éles kritikával nézett. A korszak bravúrja az Andalúziai kutya című munka volt Luis Buñuel és Salvador Dalí, alkotása. Buñuel és Jean Cocteau fiatalkorai műveikben is már megcsillant zsenialitásuk, ami végigvezette őket egész pályájuk során. Buñuel a harmincas években felhagyott a szürrealizmussal.
A televízió korának eljövetelével a mozilátogatás visszaesésének problematikája fenyegetőnek tűnik az egyes nemzetek filmiparjai számára. A francia filmipar és általában véve a francia nyelvű kultúrtermelés kisebb az angol nyelvűnél, aminek egyik oka, hogy a nagyobb piacok, köztük az amerikai piac, vonakodnak az idegen nyelvű filmek forgalmazásától. Ennek következtében a francia filmeknek egy viszonylag szűk piacon kell megélniük, kisebb költségvetéssel, mint amerikai versenytársaiknak.

#### Képzőművészet
Híres francia képzőművészek: Gustave Courbet, Eugene Delacroix, Édouard Manet, Claude Monet, Georges Seurat, Paul Cezanne, Paul Gauguin, Henri Rousseau, Auguste Rodin, Pablo Picasso

Eugène Delacroix: A Szabadság vezeti a népet
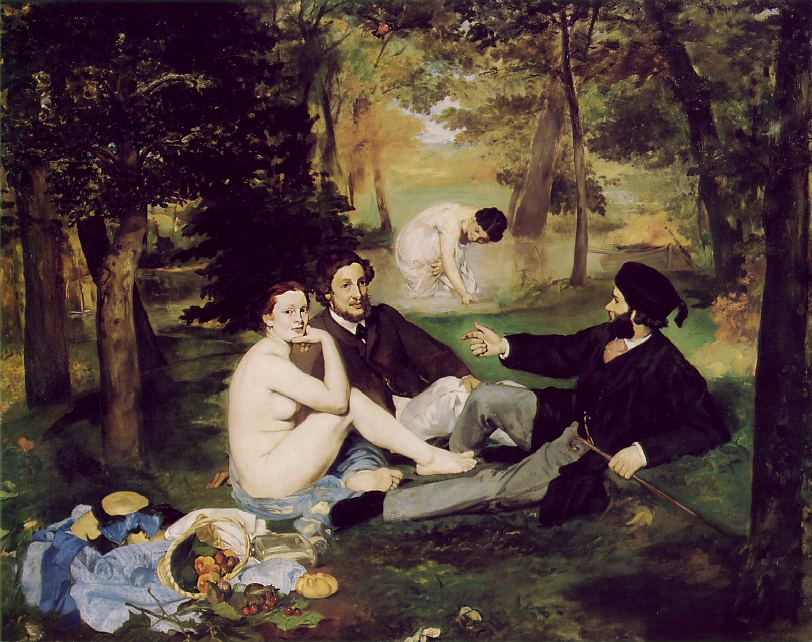
Édouard Manet: Ebéd a szabadban
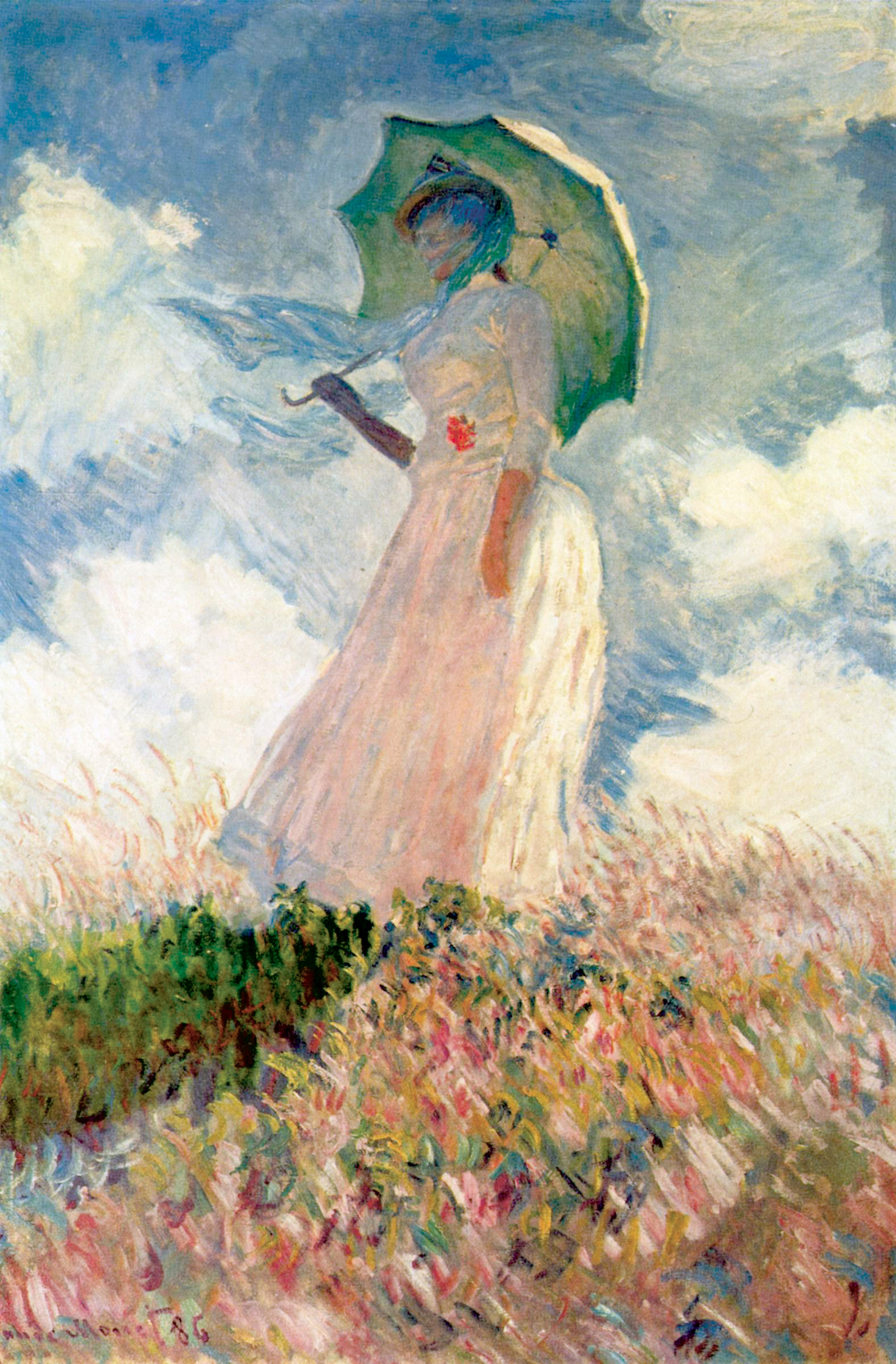
Claude Monet: Nő napernyővel
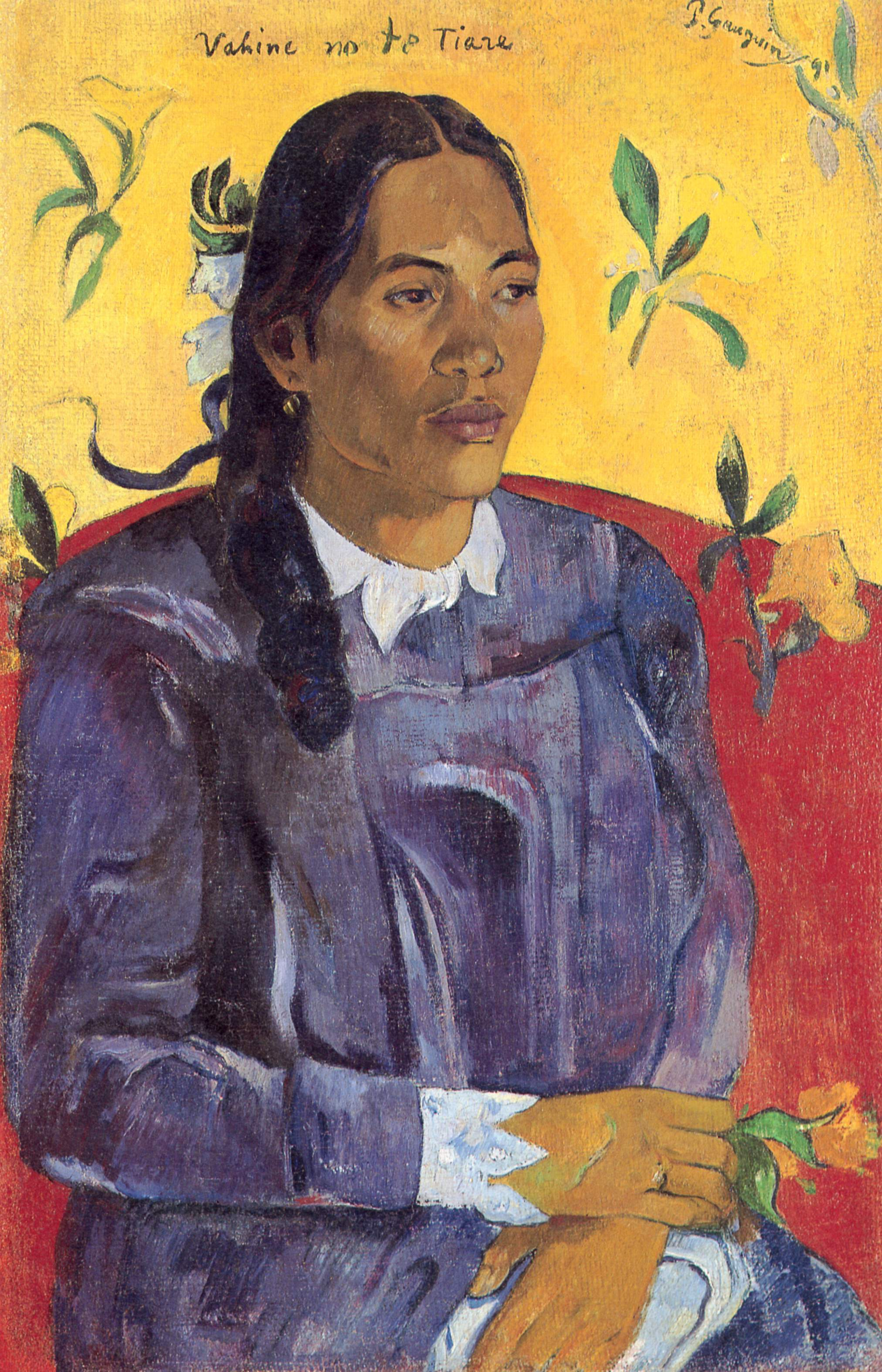
Paul Gauguin: Asszony virággal

### Gasztronómia
Lásd még: Francia gasztronómia cikket
A francia konyha méltán híres a fűszereiről, mártásairól. Néhány híres étele a hagymaleves, a besamel-mártás, a tenger gyümölcsei, csigák, sajtok, borok.

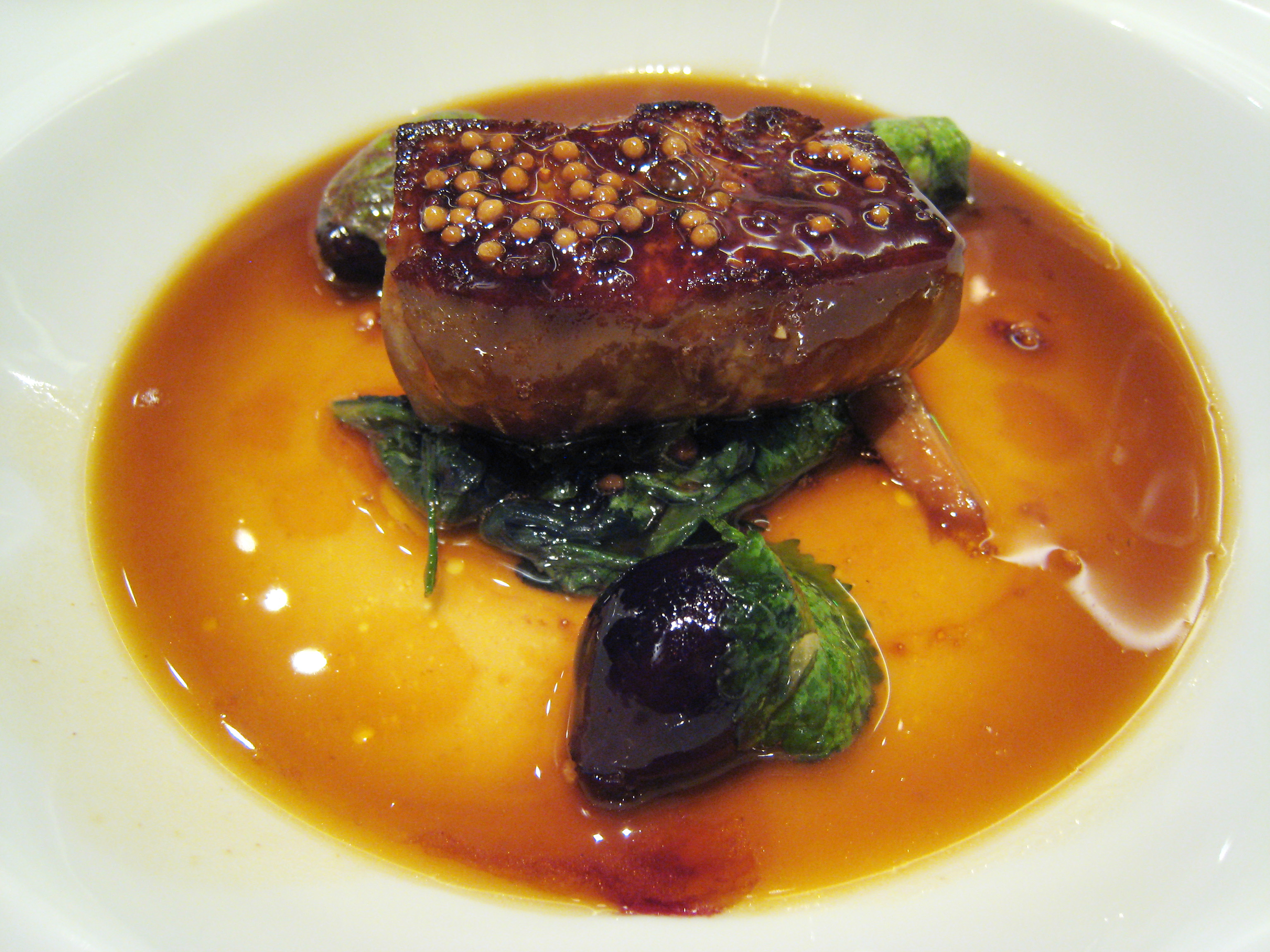
Jellegzetes francia étel, a foie gras (hízott liba- vagy kacsamáj)

A franciák étkezése általánosságban kalóriaszegényebb, mint a hagyományos magyar konyha. Reggelijük könnyű tejeskávéból vagy kakaóból és valamilyen péksüteményből, főleg croissant-ból áll, és elmaradhatatlan a vaj, a dzsem és a méz. Az ebéd ma már alkalmazkodott a modern élethez, de még az intézményes – például iskolai – étkezés is választékos, több fogásos; inkább salátafélék, vagy másfajta előétel, húsétel körettel, mártással, zöldséggel, de délben gyakran fogyasztanak főételként vegyes ízelítőt, végül desszertet. A legnagyobb szerepe a vacsorának van, amely könnyű, de több fogásból áll, még a legegyszerűbb helyeken is legalább négyből. A franciáknál leves nem gyakran kerül az asztalra, ha viszont igen, akkor rendszerint este, és elsősorban a téli időszakban. Máskor gyakori, hogy a vacsorát is előétellel kezdik, utána frissen sült húsétel vagy hideg húsok, majd sajtfélék, gyümölcs, esetleg édesség zárja a sort. Az ital alkalmazkodik a fogásokhoz, általában a legkedveltebb a könnyű vörösbor. A vacsora nem csak az élvezetekről szól, szerepe elhanyagolhatatlan a család szempontjából, hisz a történések, beszélgetések színtere; a közös vacsora a francia család elidegeníthetetlen joga.
A specialitások és különlegességek, mint mondjuk az osztriga, libamáj, különféle töltött szárnyasok hétvégéken és ünnepnapokon kerülnek fogyasztásra. Táplálkozásuk egészséges, hiszen rengeteg gyümölcsöt és zöldségfélét fogyasztanak, ezenkívül fontos, hogy vajjal, a mediterrán területeken olívaolajjal sütnek, és ételeiket nem fűszerezik agyon, soha nem használnak annyit, hogy az elnyomja az eredeti ízt. Legjobban a friss, zöld ”füveket” kedvelik; a kakukkfüvet, tárkonyt, turbolyát, bazsalikomot és a petrezselymet, gyakori a babérlevél használata, s fahéjjal, szegfűszeggel, sáfránnyal, szerecsendióval, gyömbérrel, köménnyel is fűszereznek. Viszonylag sok borsot alkalmaznak, fűszerpaprikát azonban csak ritkán és keveset. Népszerűek még a különböző hagymafajták is, különleges ízhatás elérése végett még curryvel és a chilivel is sütnek, melyek egykoron gyarmataikról jutottak el hozzájuk egzotikus fűszerként.
Elsősorban marhahús, borjú, ürü, bárány, szárnyasok és vadhúsok is kerülnek az asztalra, sertést szinte egyáltalán nem esznek. Elkészítési módját tekintve egyben, szeletben sülve, vagy grillezve készítik. A roston sült húsokra tálalásnál fűszeres vajat tesznek, akárcsak a köretként fogyasztott zöldségekre, amelyeket ezen kívül grillezve is fogyasztanak.

### Hagyományok
Február 2-án (gyertyaszentelő) szinte minden francia palacsintát süt. A félig megsült palacsintát feldobják, és ha lapjára esik, akkor az elkövetkező év sikeres lesz. Ha nem, akkor gondokkal teli év köszönt a palacsintazsonglőrre.

### Oktatási rendszer
Franciaország oktatási rendszere hasonlít a többi európai rendszerhez. A francia oktatási rendszer felépítése: Előiskola (Maternelle), Elemi iskola (école élémentaire), és további iskolák (collège lycée, lycée professionnel). A lycée intézményét Napóleon hozta létre 1801-ben. Jules Ferry (1832–1893) francia miniszter hozta létre a modern általános iskolát ("l'école républicaine"), melybe a gyerekeknek 6 és 12 éves koruk között kötelező volt járniuk.
A felsőoktatás az állami egyetemeken és a Grande école  elitiskolákon zajlik. Utóbbiakra példa a társadalomtudományokra koncentráló Institut d'études politiques de Paris, a közgazdasági École des Hautes Etudes Commerciales de Paris, a mérnöki tudományok terén a szintén párizsi École Polytechnique és MINES ParisTech, ill. a strasbourgi École nationale d'administration az államigazgatási felsőoktatásban. Az elitiskolákat kritika érte állítólagos elitizmusuk miatt.
Az ország minden oktatási programját a Nemzeti Oktatás Minisztériuma (Ministère de l'Éducation nationale, de la Jeunesse et de la Vie associative) szabályozza. 
A felsőoktatás három szinten van megszervezve az európai mobilitás jegyében:
- Licence vagy Licence Professionnelle (baccalaureus)
- Master (MSc)
- Doctorat (doktorátus)

### Kulturális világörökség
Franciák hozzájárulása a világ kulturális örökségéhez hatalmas. Az alábbi lista az UNESCO által kulturális világörökséggé nyilvánított helyeket tartalmazza.
- Notre-Dame székesegyház (Chartres) – gótikus katedrális
- Vézère-völgyi festett barlangok – ősemberi lakhelyek különböző korokból
- Mont-Saint-Michel és tengeröböl – bencés apátság Normandiában, dagálykor sziget
- Versailles-i kastély – XIV. Lajos palotája
- Vézelay, Szent Magdolna apátsági templom – Benedek-rendi apátság
- Notre-Dame székesegyház (Amiens) – a legmagasabb gótikus katedrális Franciaországban
- Fontenayi cisztercita apátság – cisztercita apátság
- Fontainebleau kastélya és parkja
- Arles római kori és román stílusú műemlékei
- Orange római kori amfiteátruma és környéke, valamint diadalíve
- Arc-et-Senans királyi sólepárlója
- Place Stanislas, Place de la Carrière és Place d'Alliance Nancyban
- Saint-Savin sur-Gartempe apátsági temploma
- Pont du Gard – római kori vízvezeték
- Strasbourg történelmi központja
- A párizsi Szajna-part
- Notre-Dame székesegyház (Reims), Saint Remi egykori kolostora és Palais du Tau – mind Reims városában
- Bourges katedrálisa
- Avignon történelmi központja a pápai palotával
- Canal du Midi – hajózó csatorna
- Carcassonne történelmi erődvárosa
- Pireneusok – Spanyolországgal közös természeti és kulturális világörökség
- A Santiago de Compostelába vezető zarándokút franciaországi szakasza
- Lyon történelmi óvárosa
- Saint-Emilion törvényszéke
- A Loire völgye Sully-sur-Loire és Chalonnes között
- Provins, középkori kereskedőváros
- Le Havre, az Auguste Perret által újjáépített városrész
- Belgium és Franciaország középkori harangtornyai
- Port de la Lune, Bordeaux
- Vauban által tervezett erődítmények
- Albi
- Történelem előtti cölöpházak az Alpok közelében  - Nemzetközi helyszín, több francia résszel
- Causses és Cévennes
- Nord-Pas-de-Calais bányavidéke
- Chauvet-barlang
- Champagne borrégió
- Climats, Burgundia
- Le Corbusier építészeti munkái - Nemzetközi helyszín, több francia résszel, közülük legjelentősebb a ronchampi Magasságos Miasszonyunk-kápolna
- Taputapuātea - régészeti helyszín, Raiatea, Francia Polinézia
- Európa nagy fürdővárosai - nemzetközi helyszín, franciaországi része Vichy
- Cordouani világítótorony
- Nizza
- Az első világháború temetői és emlékhelyei – Belgiummal közös kulturális világörökség
- Maison Carrée Nîmesben
- Marquises-szigetek - vegyes besorolású helyszín, jelentős a kulturális része is, Francia Polinézia része

## Turizmus

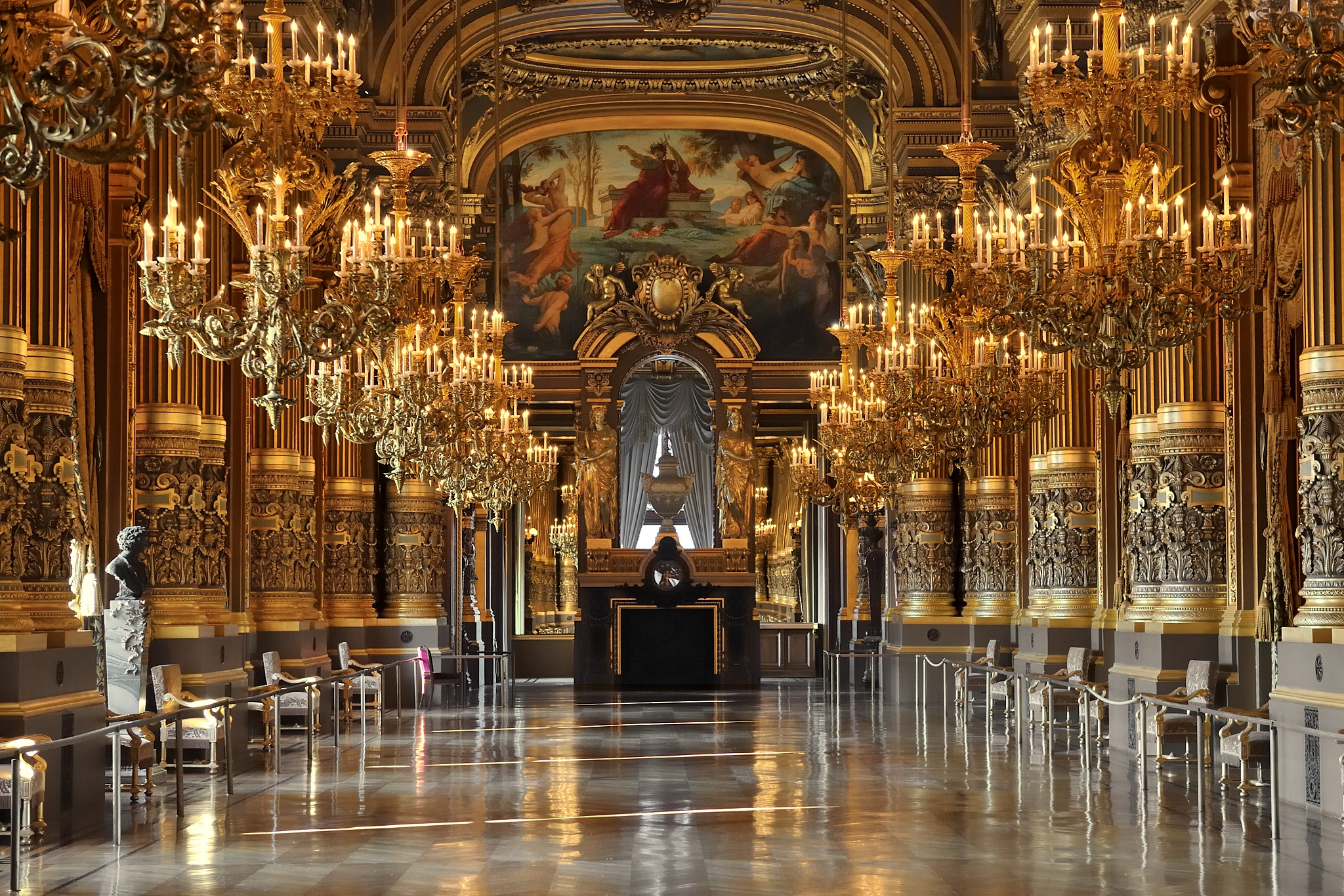
A Garnier palota nagy terme Párizsban

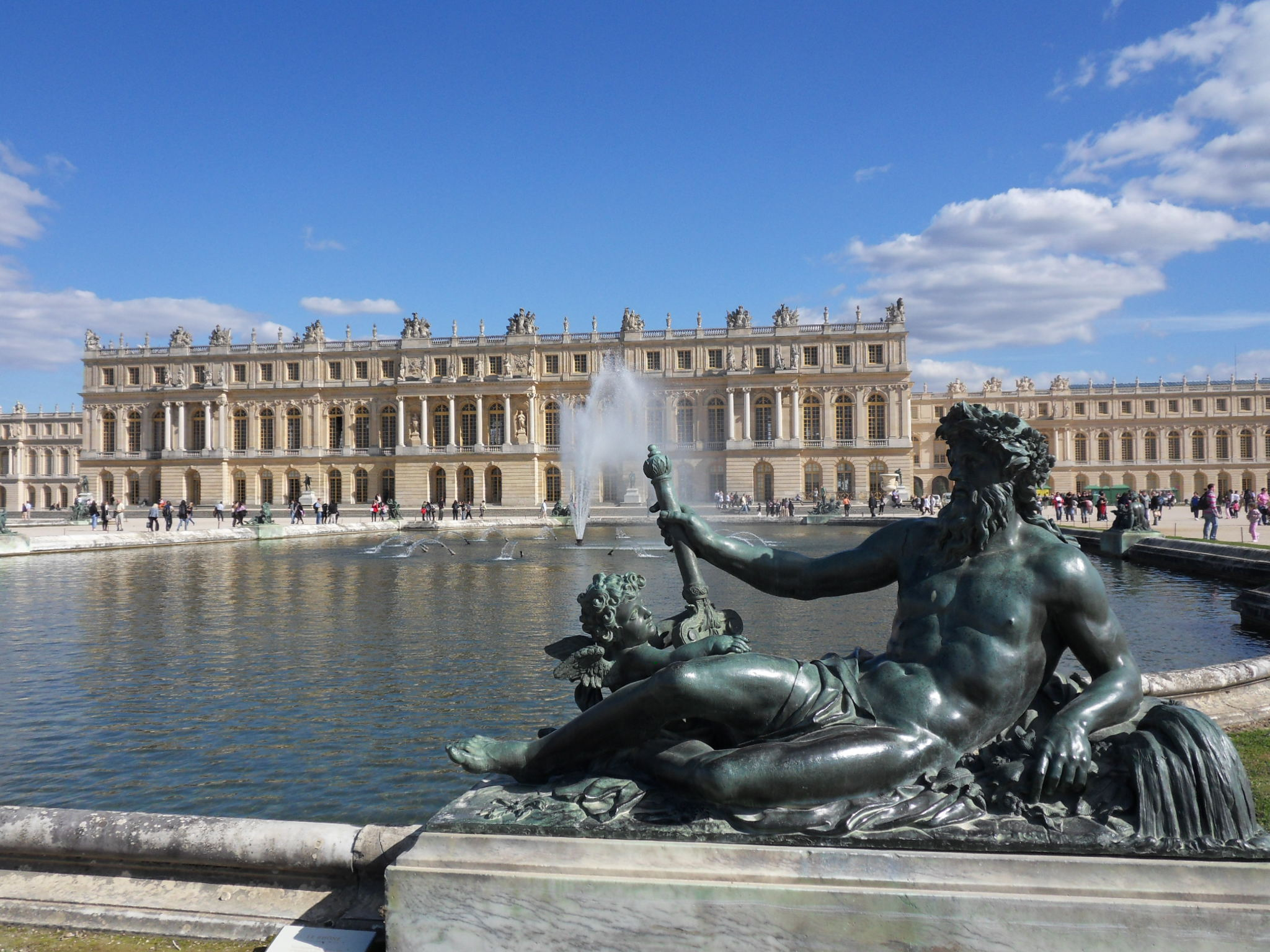
A Versailles-i kastély és kertje a 3. legnépszerűbb turisztikai helyszín

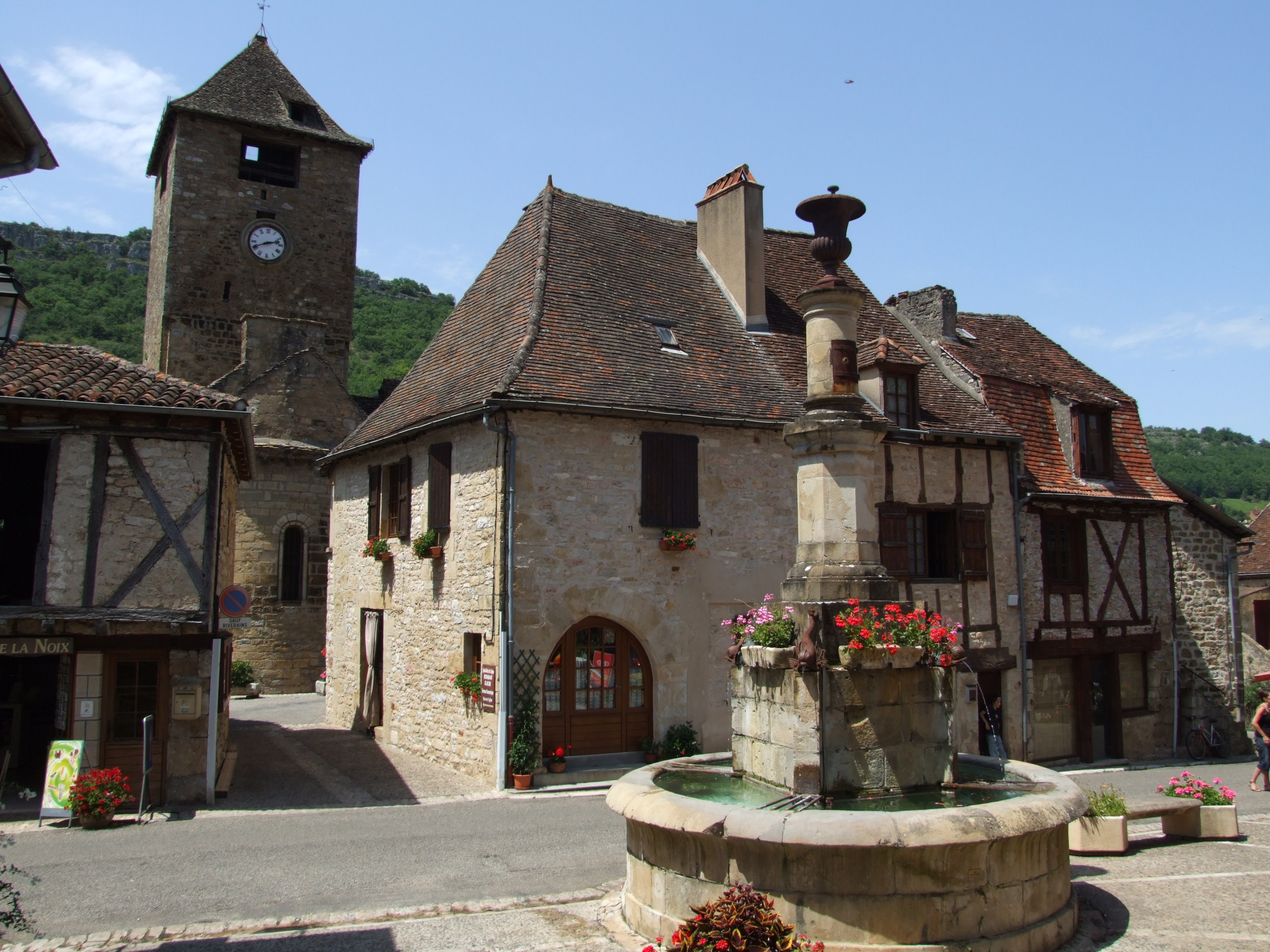
Autoire egyike Franciaország legszebb falvainak

### Főbb látnivalók
- Párizs: Eiffel-torony, Diadalív, Les Invalides, Conciergerie, Garnier palota, Notre-Dame székesegyház, Sacré Cœur-székesegyház, Sorbonne, Szabadság-szobor, Panthéon, Sainte-Chapelle, Madeleine-templom, Place des Vosges, Szent Jakab torony, Királyi palota, Párizsi nagymecset, Louvre, Musée d’Orsay, Pompidou központ, Musée Rodin, Musée du Montparnasse, Musée Cluny, Musée Picasso.
- Versailles-i kastély
- Disneyland
- Loire menti kastélyok
- Francia Riviéra
- Marseille és Lyon óvárosa
- Verdon-kanyon, Tarn-kanyon (Gorges du Tarn)
- A világörökségi helyszínek
- Carnaci kősorok
- Az ország legszebb falvai (Les Plus Beaux Villages de France) címbe tartozó települések

### A leglátogatottabb helyek
A leglátogatottabb helyek (éves látogatószám zárójelben):
- Louvre (8.5 millió),
- Eiffel-torony (6.2 millió),
- Versailles-i kastély (6 millió),
- Pompidou központ (3.6 millió),
- Musée d'Orsay (2.9 millió),
- Branly-múzeum, Párizs (Musée du quai Branly) (1.3 millió),
- Arc de Triomphe (1.2 millió),
- Mont-Saint-Michel (1 millió),
- Notre-Dame de la Garde, Marseille (800,000),[31]
- Chambord-i kastély (711,000),
- Sainte-Chapelle (683,000),
- Metz katedrálisa (652,000),[32]
- Bastille, Grenoble (600 000)
- Centre Pompidou, Metz (550,000),[32]
- Haut-Kœnigsbourg kastélya (Château du Haut-Kœnigsbourg) (549,000),
- Puy de Dôme (500,000),
- Picasso-múzeum, Párizs (441,000),
- Carcassonne (362,000).

## Sportélete

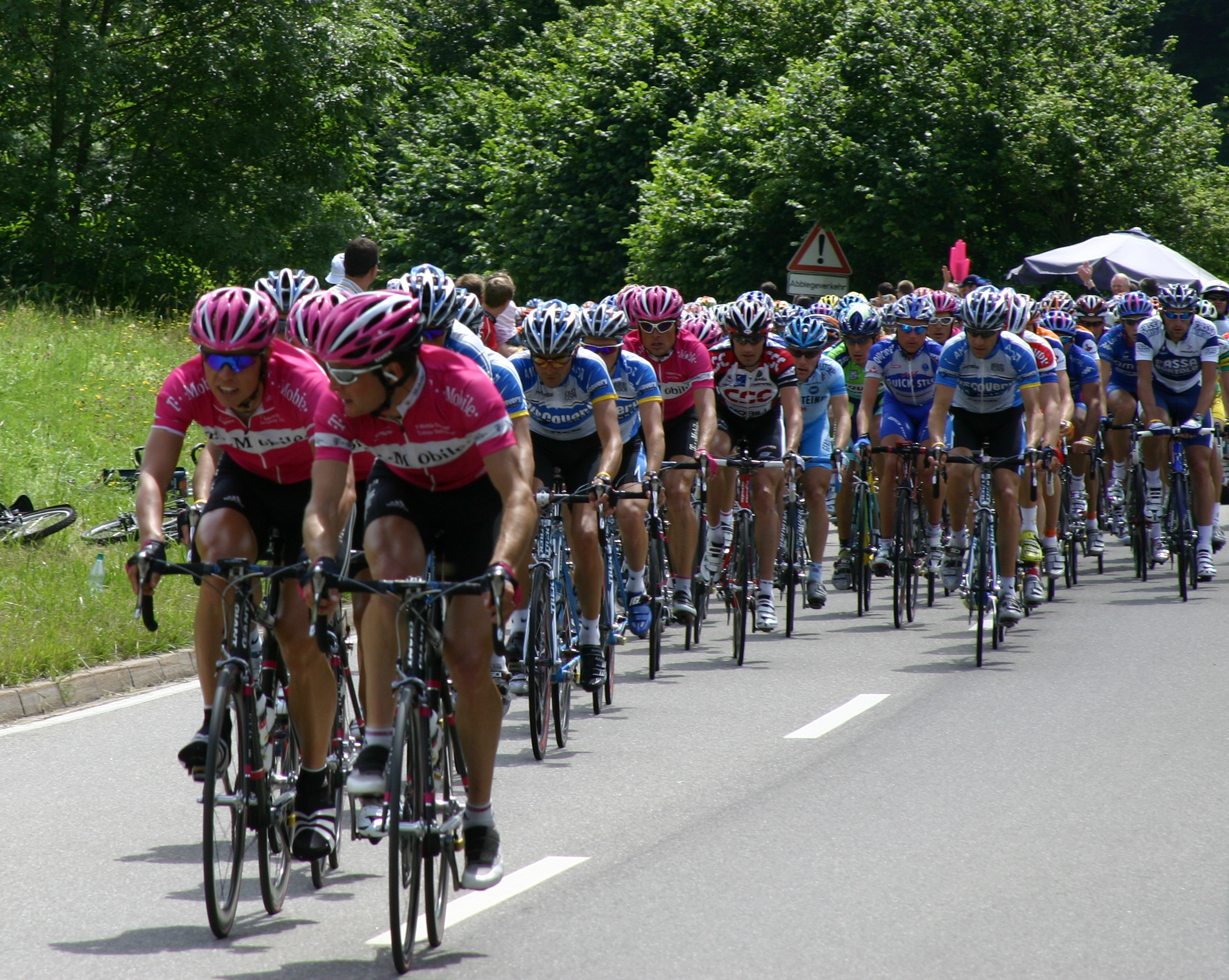
Tour de France

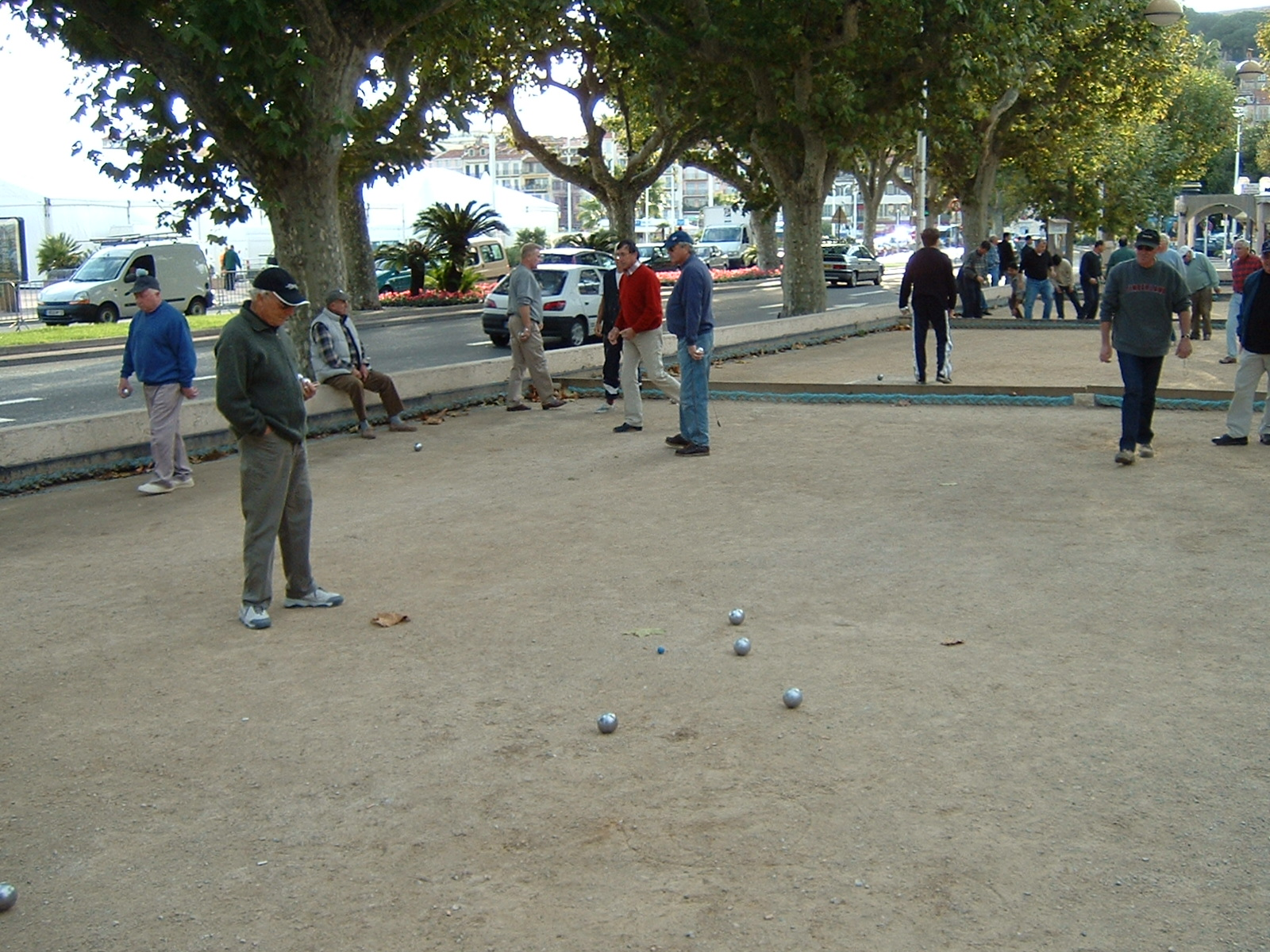
Pétanque játékosok

### Labdarúgás
A legnépszerűbb sport Franciaországban a labdarúgás. A franciák nagy hévvel szurkolnak kedvenc klubcsapataiknak és a nemzeti válogatottnak. A szurkolás 1998-ban meghozta az eredményt: Franciaország világbajnok lett, ráadásul hazai pályán. A siker tovább folytatódott: a csapat 2000-ben, Zinédine Zidane vezetésével az Európa-bajnokságot, majd a 2018-as vb-t is megnyerte. Ezen kívül 1984-ben szintén Eb-győzelemnek örülhettek a franciák, a Platini-vezette csapat hazai pályán diadalmaskodott. Az 1984-es Los Angeles-i olimpián lettek aranyérmesek. 2018-as világbajnokságon aranyéremmel diadalmaskodhattak.
- Lásd még: Francia női labdarúgó-válogatott

### Kerékpározás
Az 1903 óta, nyaranta megrendezett Tour de France a világ legrangosabb országúti kerékpárversenye. 3 héten át küzdenek egymással a világ legjobb biciklistái, a hegyi szakaszokkal is tarkított, különösen nehéz viadalon. 2005-ben már hetedszer az amerikai Lance Armstrong nyert, francia versenyző utoljára 1985-ben, Bernard Hinault személyében állhatott a dobogó legfelső fokára.

### Autóversenyzés
A Magny-Cours-i Forma–1-es versenypálya adott otthont a francia nagydíjnak. 2018-tól 2022-ig viszont már Le Castellet-i Circuit Paul Ricard versenypálya. A franciák legendás F1-es pilótája a négyszeres világbajnok Alain Prost (1985, 1986, 1989, 1993), a brazil Ayrton Senna nagy riválisa. F1-es alakulatuk, a Renault 2005-ben és 2006-ban az egyéni és a konstruktőri világbajnoki címet is megszerezte a spanyol Fernando Alonso révén. A Renault F1-es csapata 2010-ben Vitalij Petrov-Robert Kubica párossal vágott neki a szezonnak. 2009-től a párizsi székhelyű FIA (Nemzetközi Automobil Szövetség) új elnöke a francia Jean Todt lett, aki ezt megelőzően a Scuderia Ferrari legendás irányítási képességű csapatvezetőjének szerepét töltötte be, 5 világbajnoki címet szerezve Michael Schumacherrel.
A WRC franciaországi szakaszait eddig Korzika szigetén rendezték meg, 2010-től áthelyezték Elzászba, azon belül Strassbourgba. Sébastien Loeb kilencszeres rali-(WRC)-világbajnok (2004–2012), ezzel a sportág valaha volt legsikeresebb ralipilótája, összes címét a francia Citroën csapattal szerezte meg. Másik WRC világbajnokuk Didier Auriol (1994). Nicolas Vouilloz a 2008-as IRC-ralivilágbajnok, a szintén francia Peugeot csapattal.
Világhíres a Le Mans-i 24 órás autóverseny és népszerű a Formula–1 is. Utóbbit 2005-ben és 2006-ban a Renault csapata nyerte, 2022-ben pedig Max Verstappen a Red Bull Racing pilótája.

### Olimpia
Ötször lobbant fel az olimpiai láng Franciaországban, két nyári és három téli olimpián. 1900-ban és 1924-ben Párizs adott otthont nyári játékoknak. Pályáztak harmadszorra is, de 2012-ben London nyerte el a rendezés jogát.
Az első téli olimpiát 1924-ben, Chamonixban rendezték. 1968-ban Grenoble, majd 1992-ben Albertville volt az esemény házigazdája.
Az olimpiai eszme is Franciaországban éledt fel: Pierre de Coubertin báró ötletére elevenítették fel 1896-óta négyévenként az ókori görög játékokat.
Az országnak eddig 218 aranyérme van a játékokról. A nyári játékokon a vívás, a téli játékokon pedig az alpesi sí a legnépszerűbb sportág a francia sportolók körében.
- Lásd még: Franciaország az olimpiai játékokon

### Tenisz
Nagy érdeklődésre tart még számot a Francia Nyílt Teniszbajnokság, amit a párizsi Roland Garros-stadionban rendeznek.

## Ünnepek
- Január 1. Újév napja (Le Jour de l' An)
- Nagypéntek(csak Elzász területén munkaszüneti nap)
- Húsvétvasárnap
- Húsvéthétfő
- Május 1. A Munka Ünnepe (Majális)
- Május 8. A Győzelem Napja (a második világháború befejezésének emlékére, 1945)
- Május 16. Szent Johanna (Jeanne d’Arc) szentté avatásának emléknapja (nem hivatalos munkaszüneti nap)
- Jézus Mennybemenetelének Ünnepe (Áldozócsütörtök)
- Pünkösdvasárnap
- Pünkösdhétfő
- Július 14. Az 1789-es forradalom ünnepe, a Bastille bevétele, Nemzeti Ünnep (Le quatorze juillet)
- Augusztus 15. Nagyboldogasszony (L' Assomption)
- Augusztus 23-24-re virradó éjjel Szent Bertalan éjszakája
- November 1. Mindenszentek Ünnepe (La Toussaint)
- November 11. Fegyverszünet Napja (L' Armistice), az első világháború befejezésének (1918) emlékére
- December 25. Karácsony
- December 26. Karácsony másnapja (csak Elzász területén munkaszüneti nap)[33][34]